# Liste der Mitglieder des US-Repräsentantenhauses aus Kalifornien

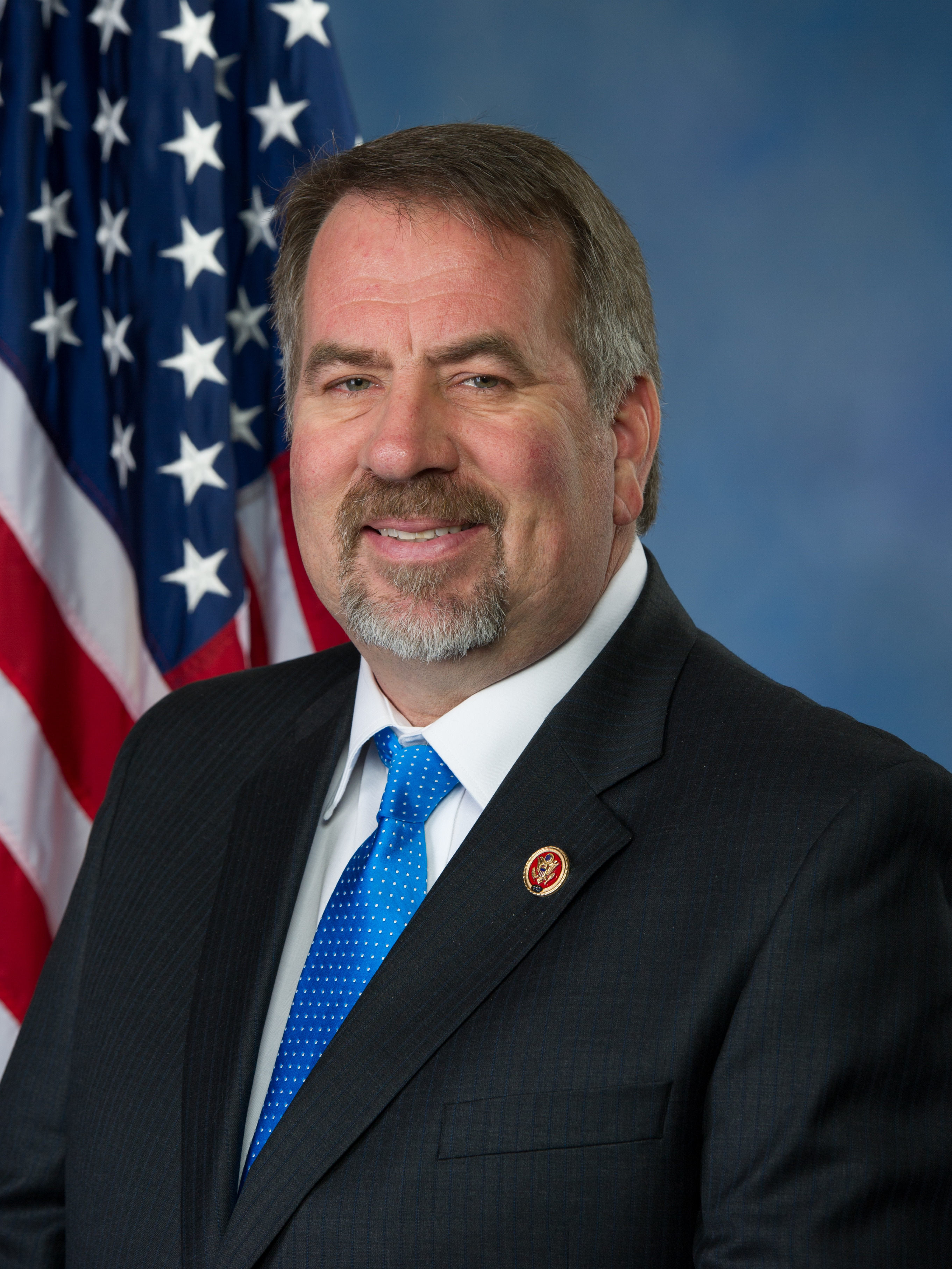
Doug LaMalfa, derzeitiger Vertreter des ersten Kongresswahlbezirks von Kalifornien

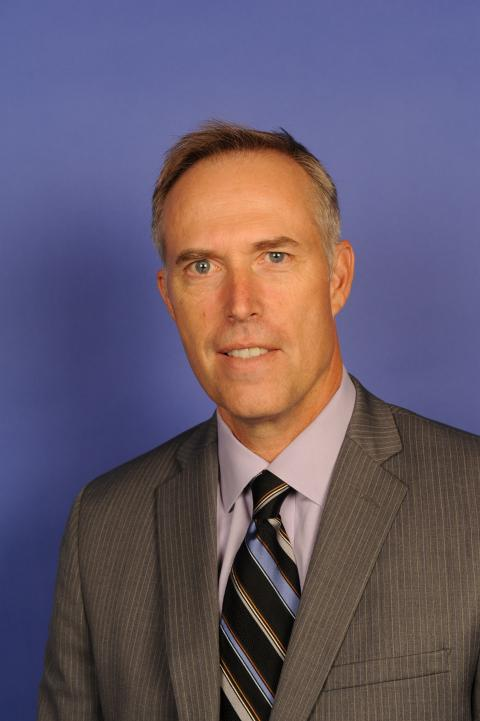
Jared Huffman, derzeitiger Vertreter des zweiten Kongresswahlbezirks von Kalifornien

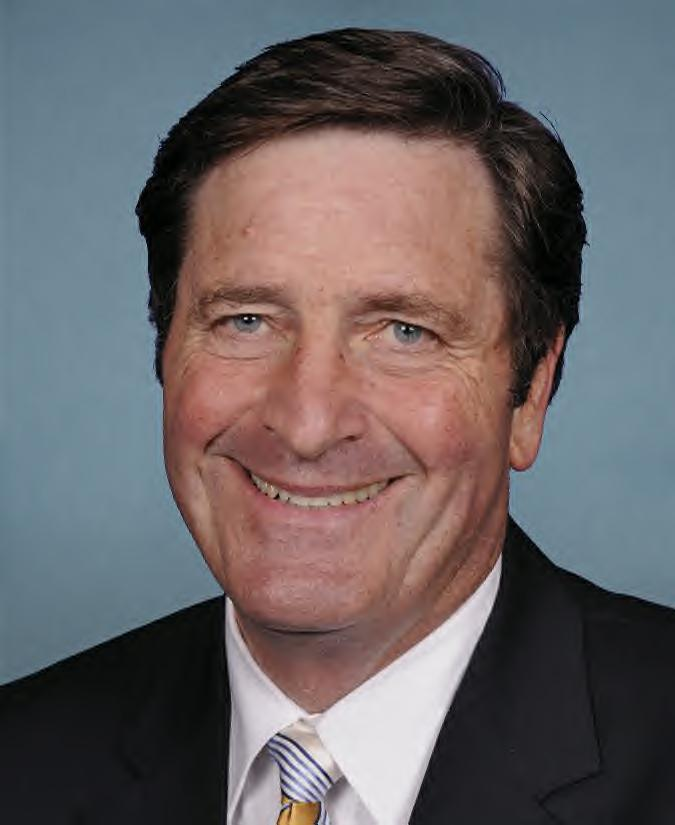
John Garamendi, derzeitiger Vertreter des dritten Kongresswahlbezirks von Kalifornien

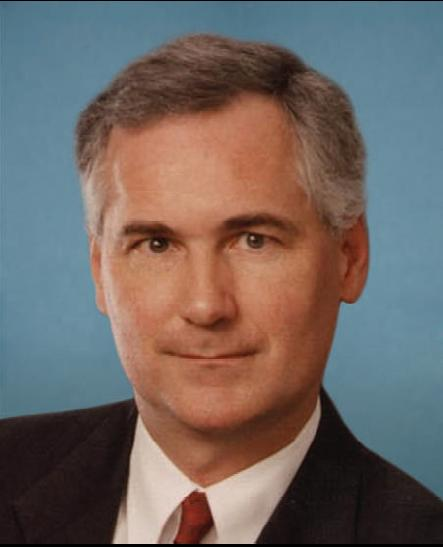
Tom McClintock, derzeitiger Vertreter des vierten Kongresswahlbezirks von Kalifornien

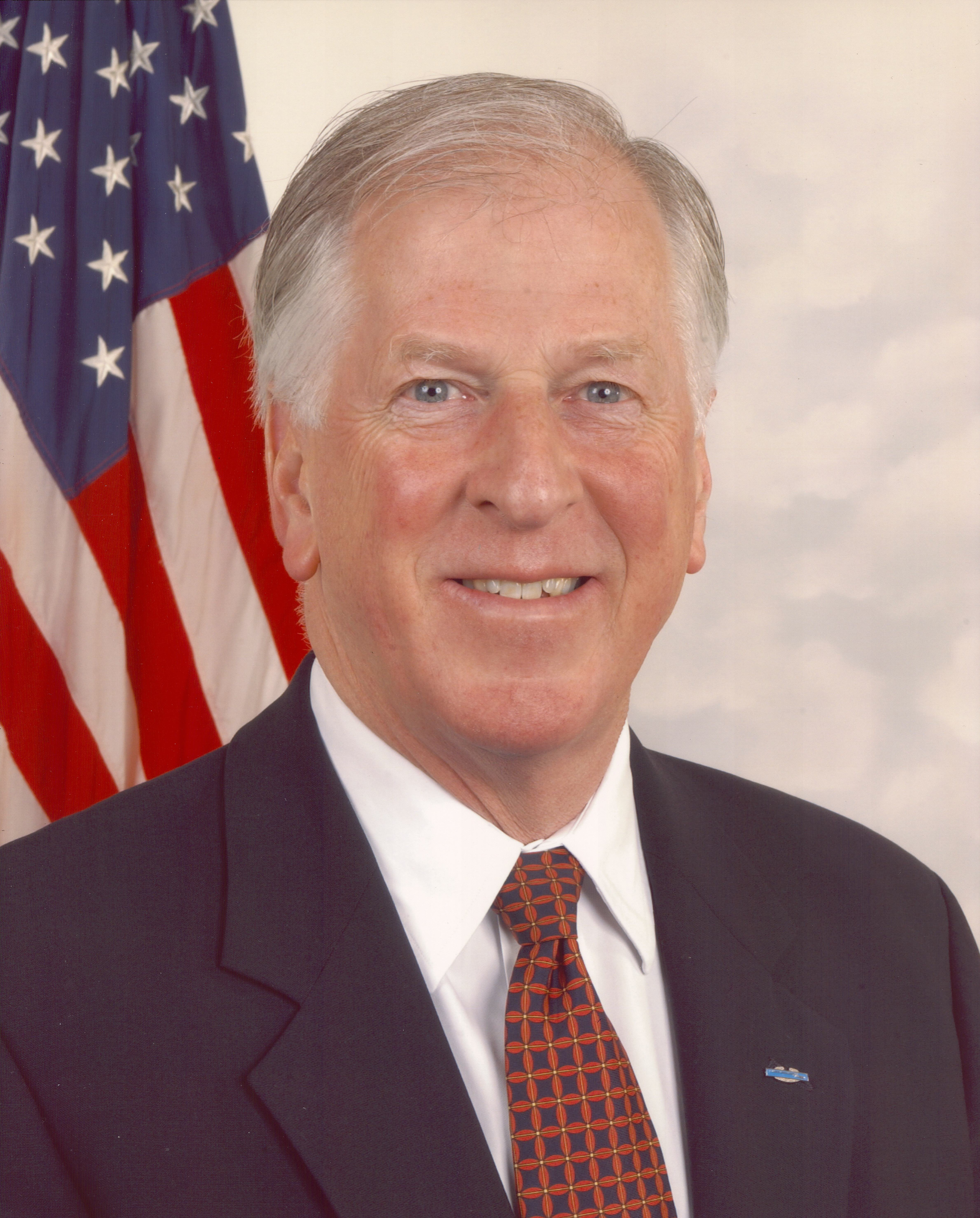
Mike Thompson, derzeitiger Vertreter des fünften Kongresswahlbezirks von Kalifornien

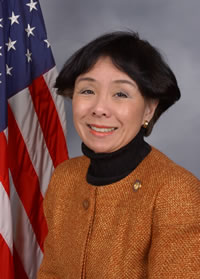
Doris Matsui, derzeitige Vertreterin des sechsten Kongresswahlbezirks von Kalifornien

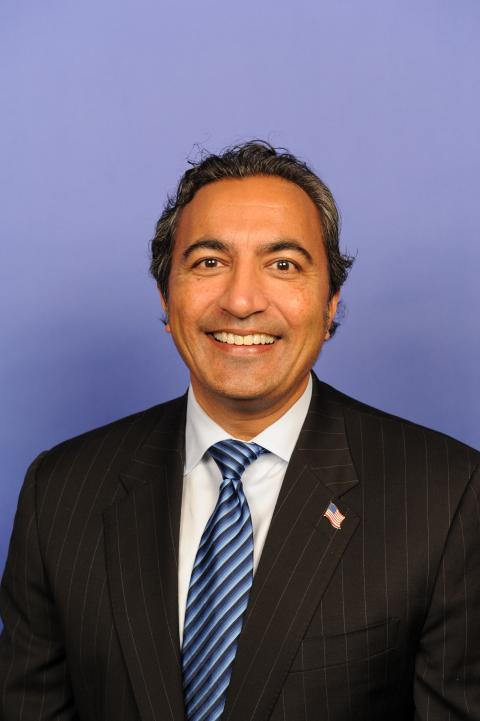
Ami Bera, derzeitiger Vertreter des siebten Kongresswahlbezirks von Kalifornien

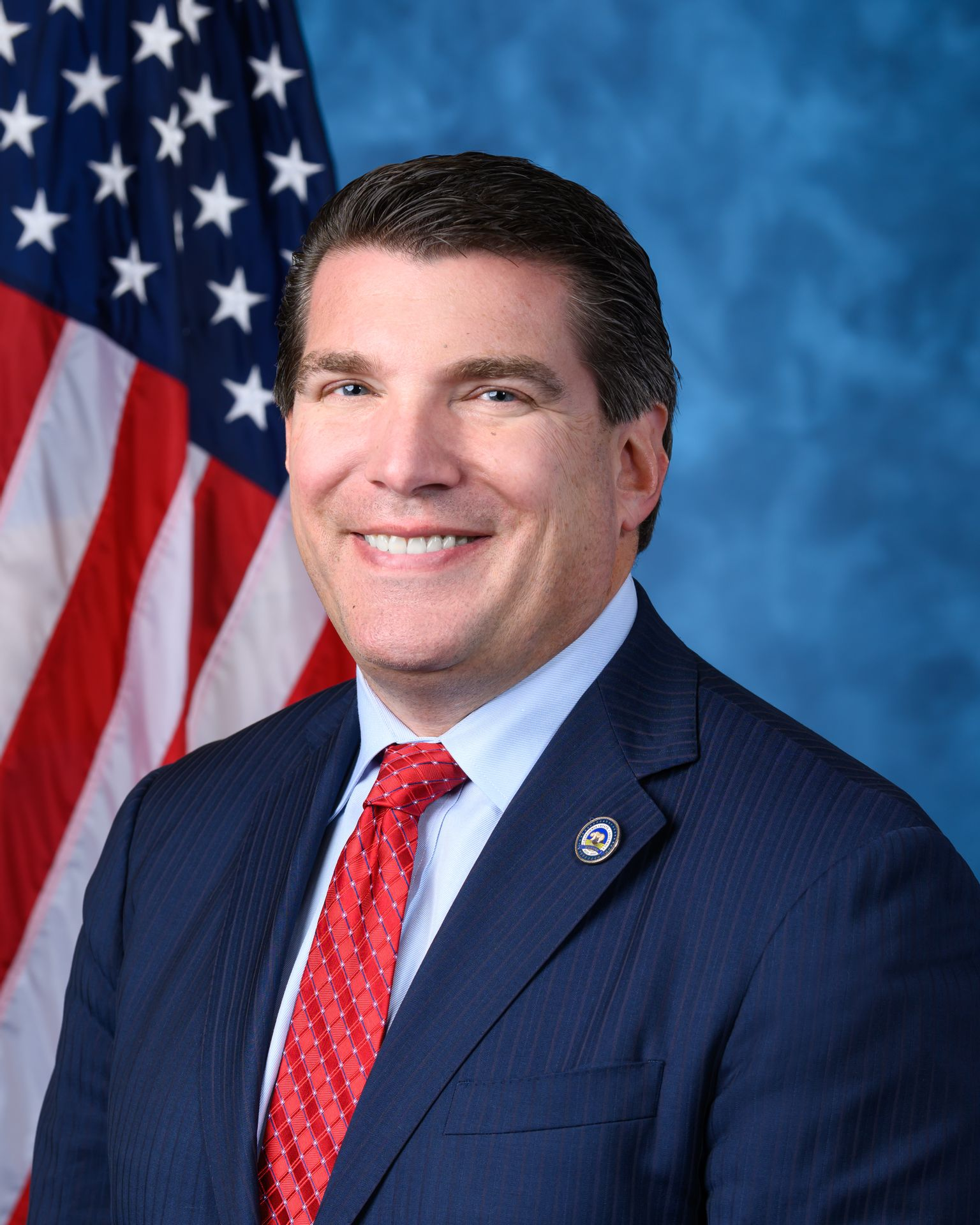
Jay Obernolte, derzeitiger Vertreter des achten Kongresswahlbezirks von Kalifornien

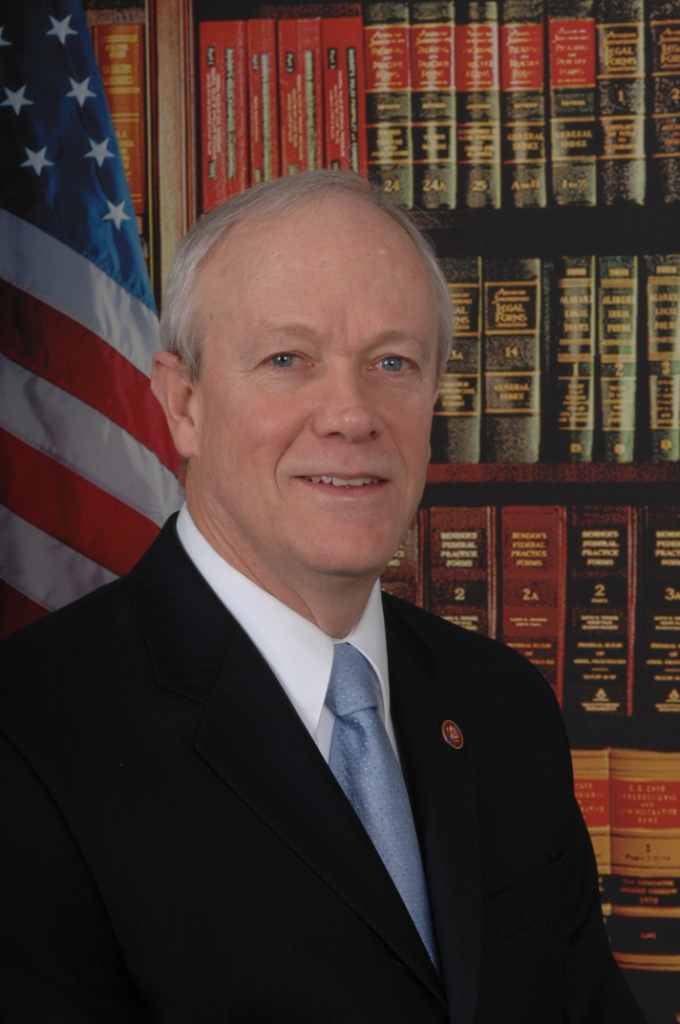
Jerry McNerney, derzeitiger Vertreter des neunten Kongresswahlbezirks von Kalifornien

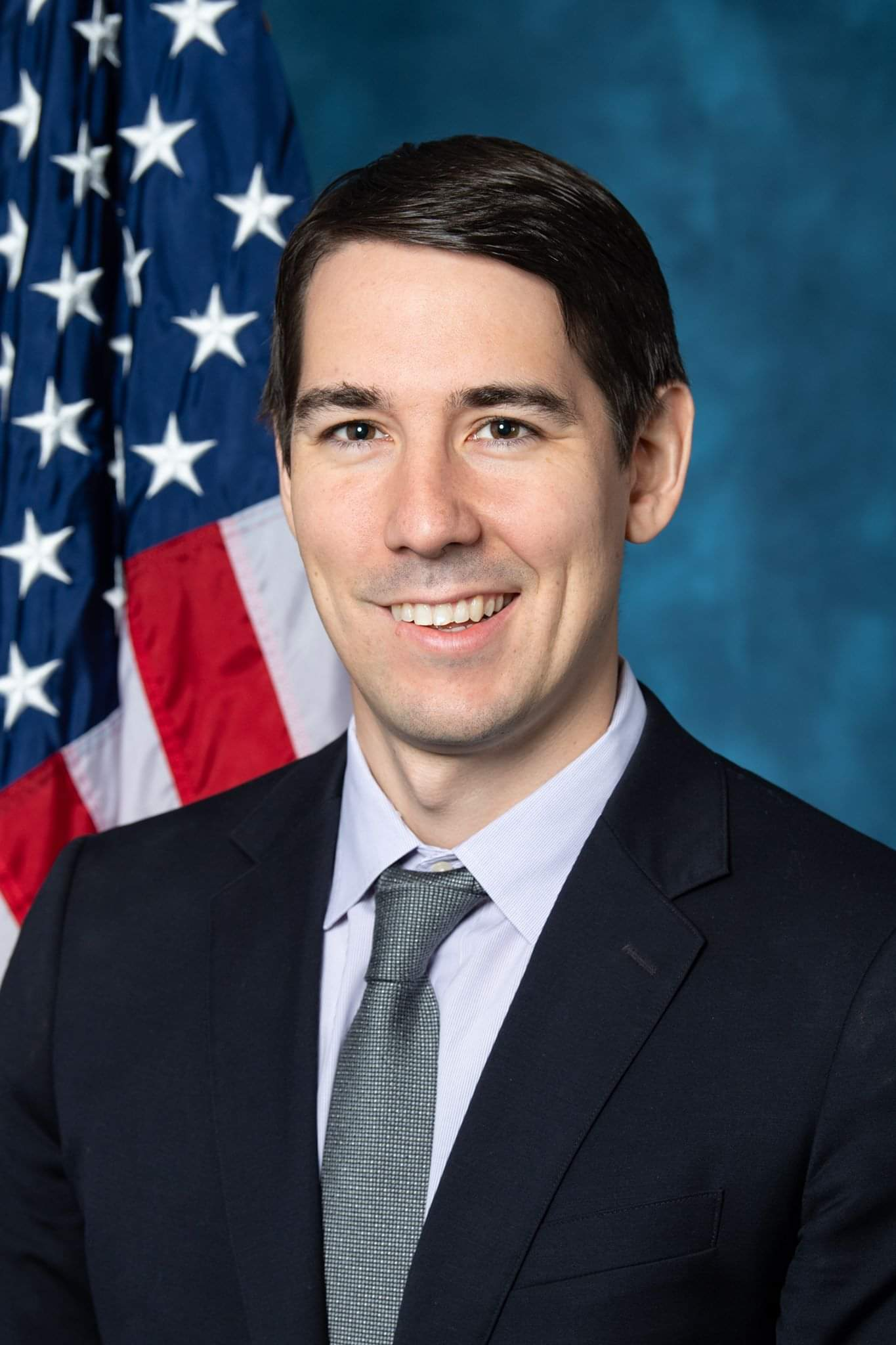
Josh Harder, derzeitiger Vertreter des zehnten Kongresswahlbezirks von Kalifornien

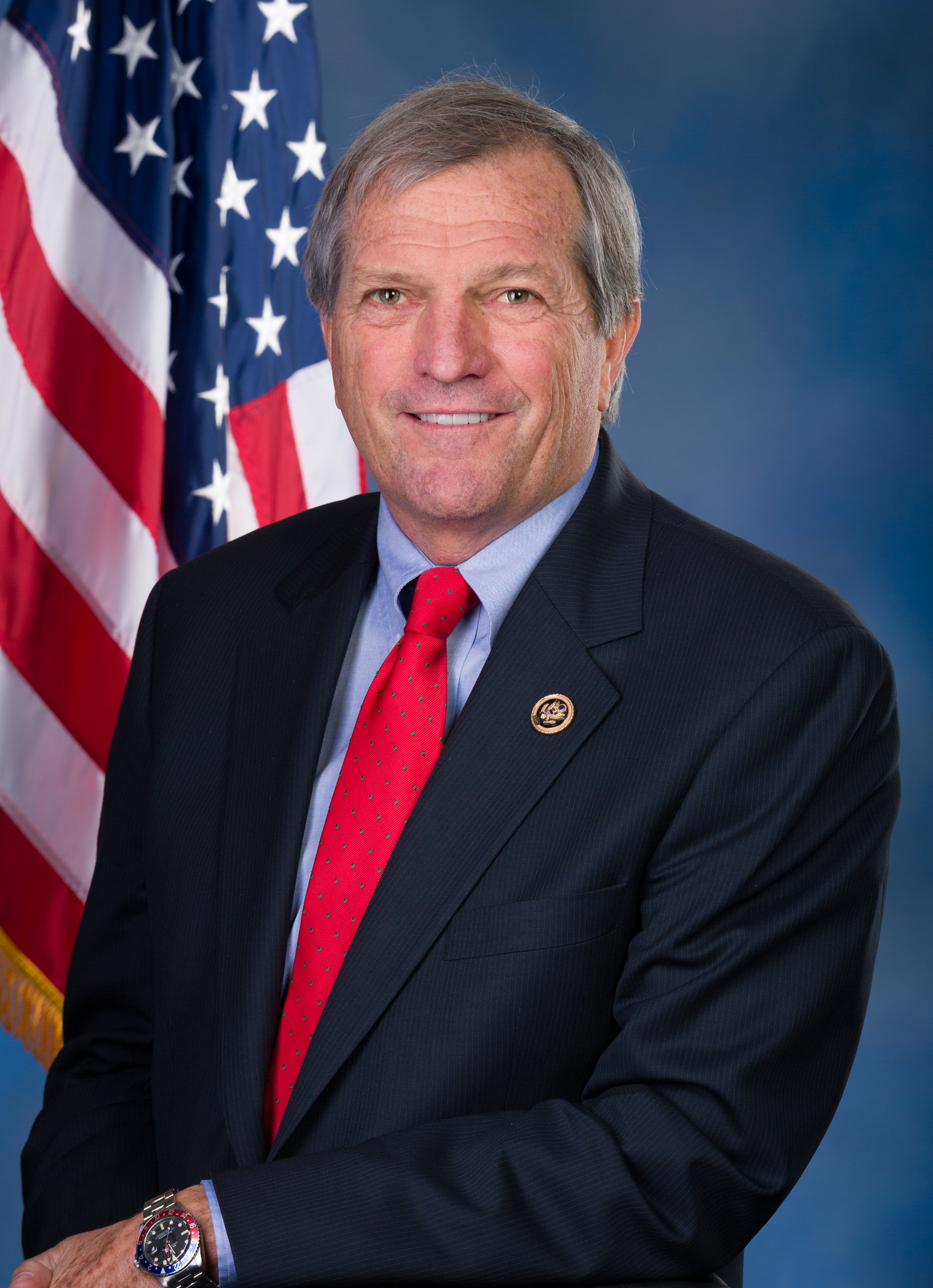
Mark DeSaulnier, derzeitiger Vertreter des elften Kongresswahlbezirks von Kalifornien

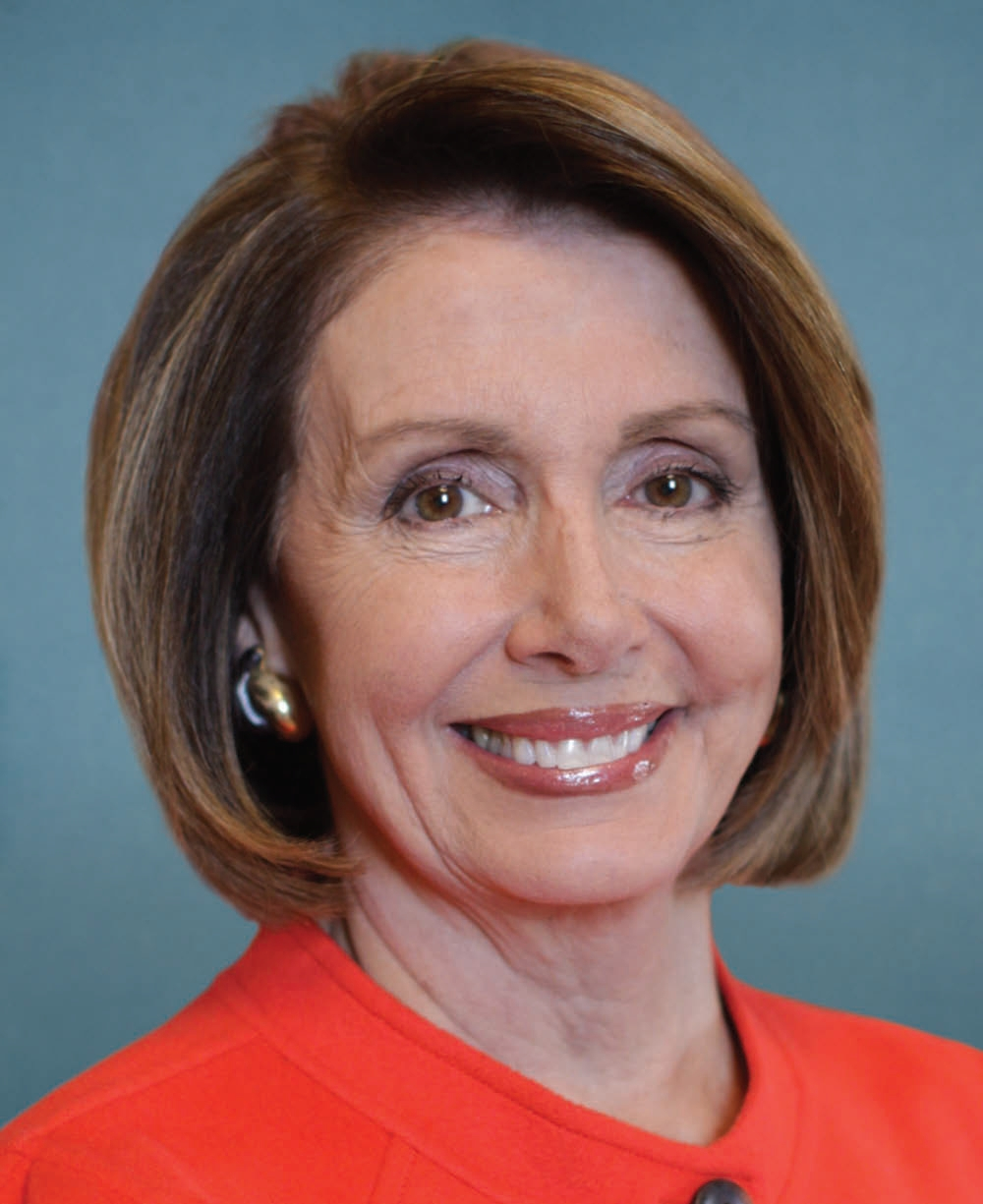
Nancy Pelosi, derzeitige Vertreterin des zwölften Kongresswahlbezirks von Kalifornien

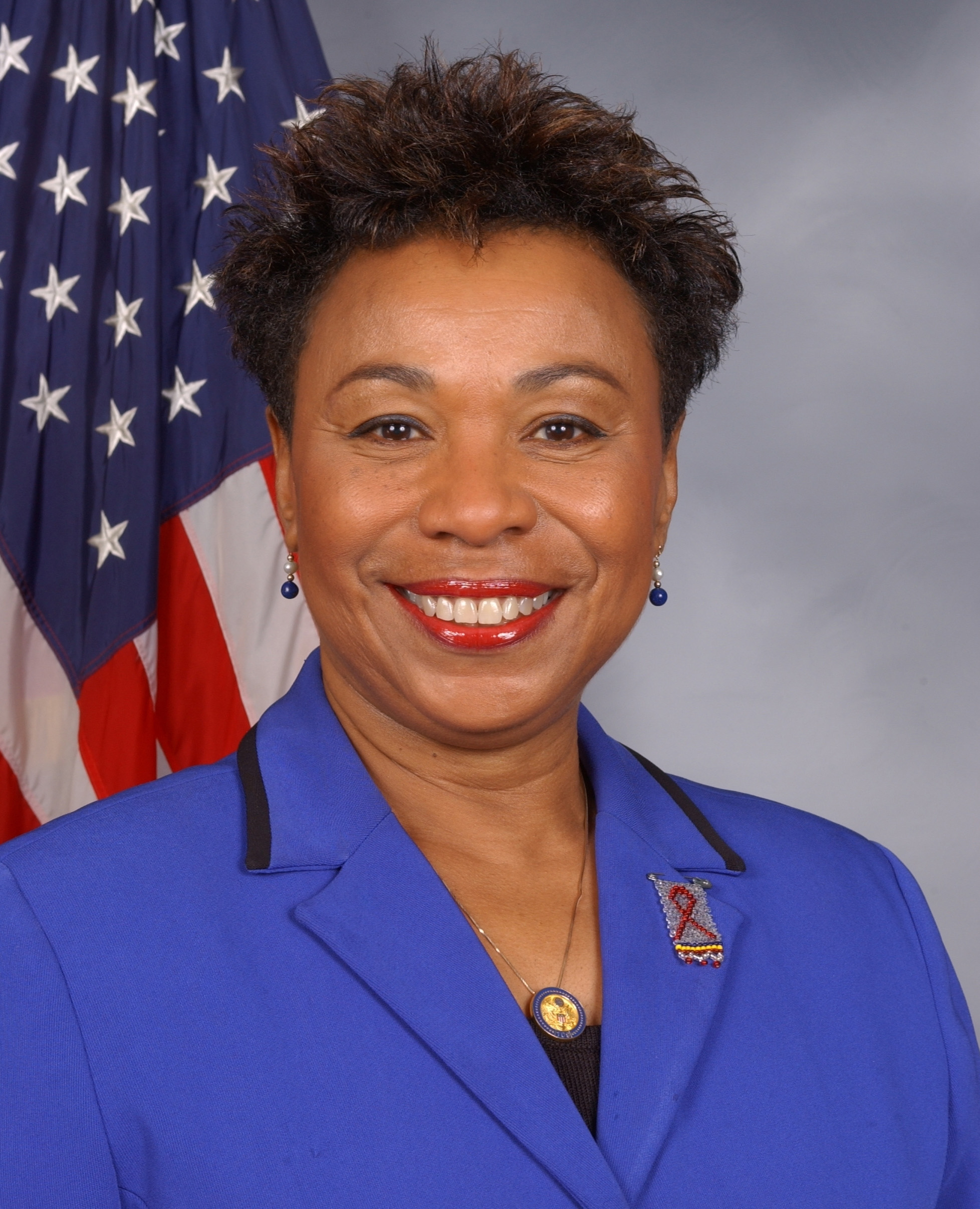
Barbara Lee, derzeitige Vertreterin des 13. Kongresswahlbezirks von Kalifornien

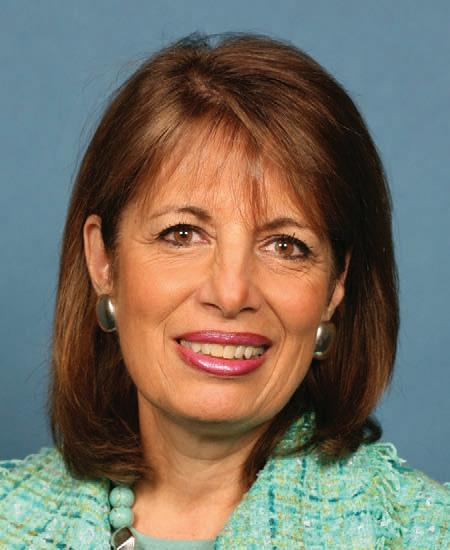
Jackie Speier, derzeitige Vertreterin des 14. Kongresswahlbezirks von Kalifornien

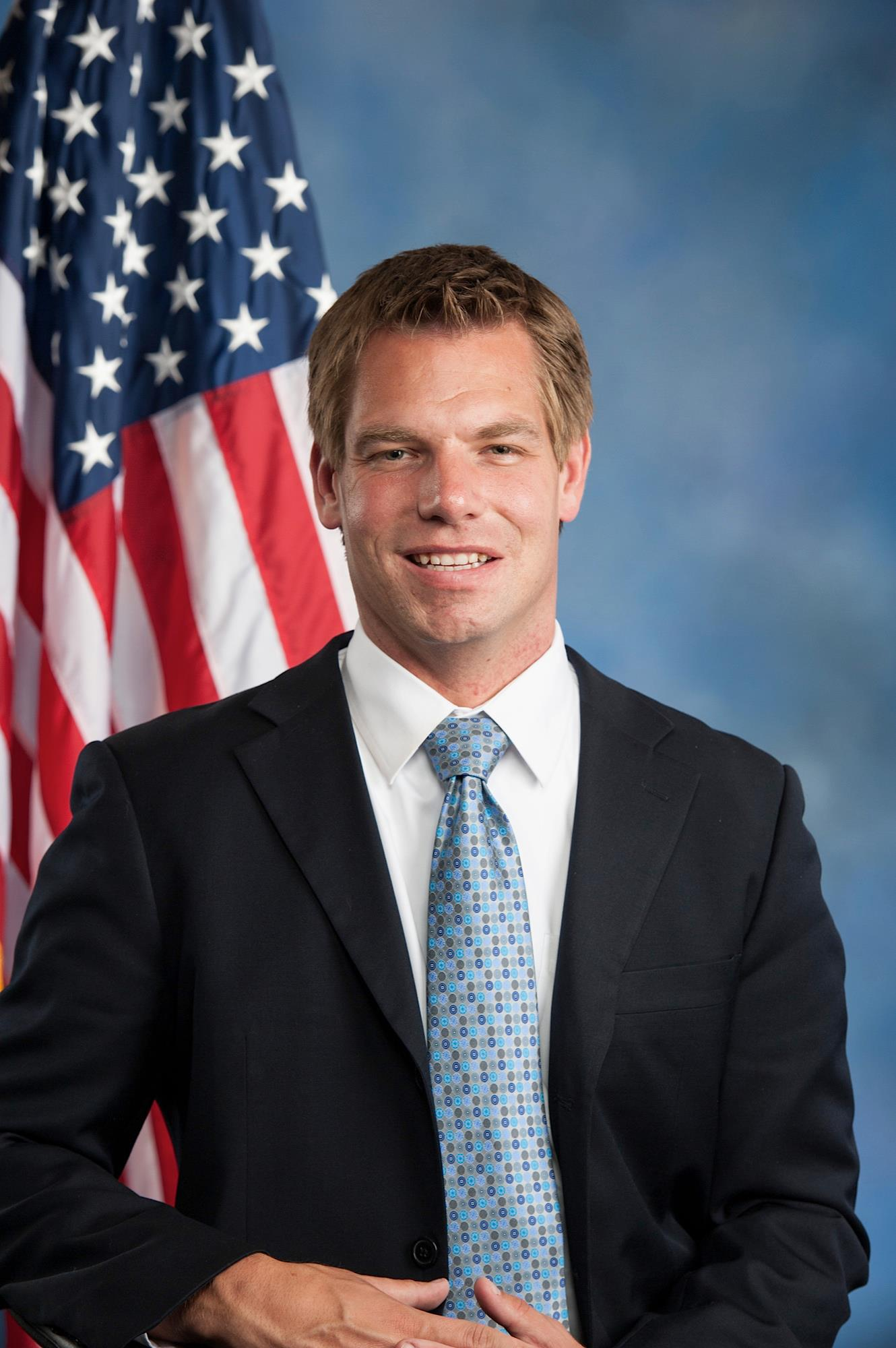
Eric Swalwell, derzeitiger Vertreter des 15. Kongresswahlbezirks von Kalifornien

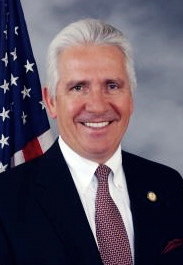
Jim Costa, derzeitiger Vertreter des 16. Kongresswahlbezirks von Kalifornien

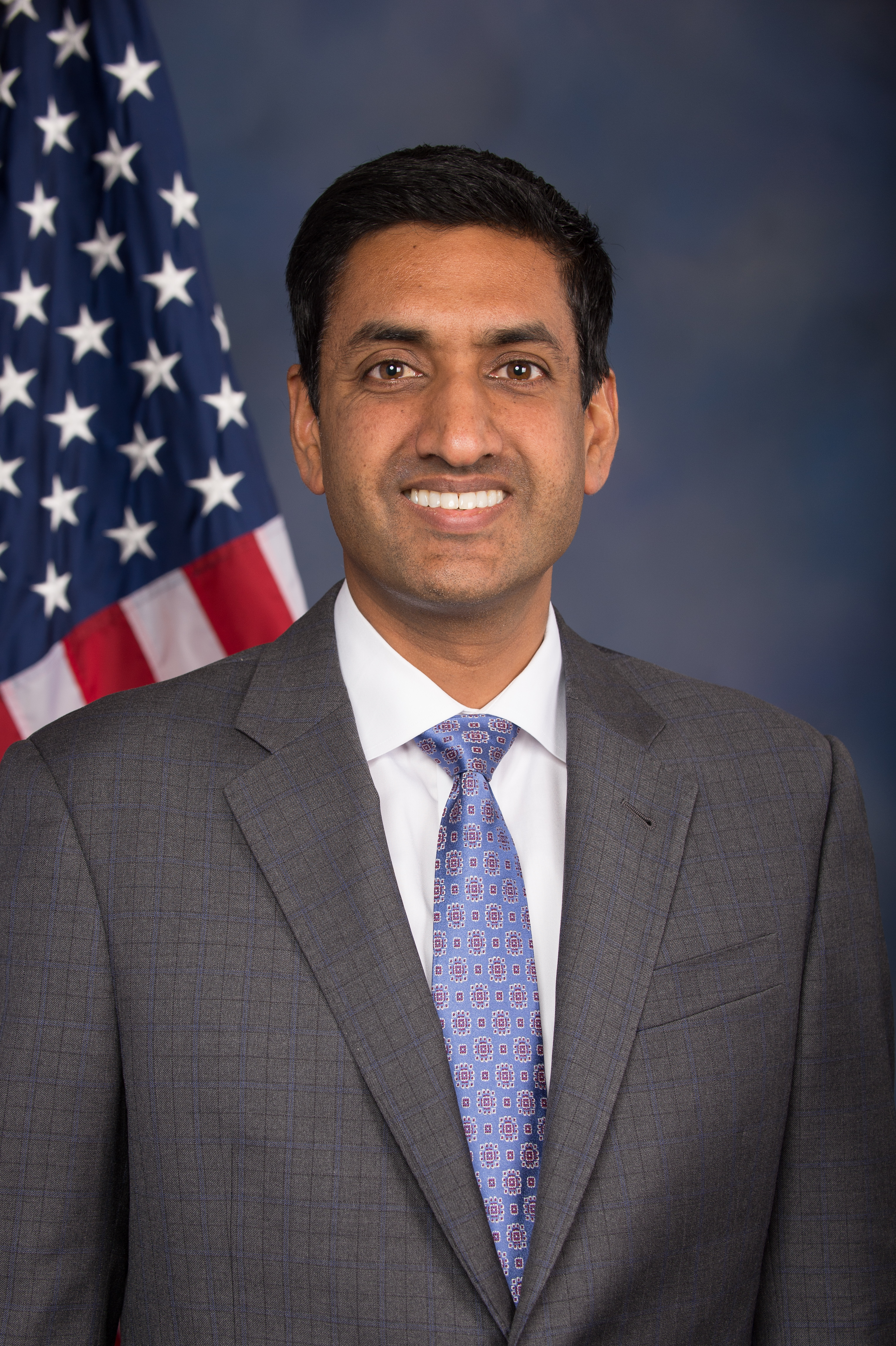
Ro Khanna, derzeitiger Vertreter des 17. Kongresswahlbezirks von Kalifornien

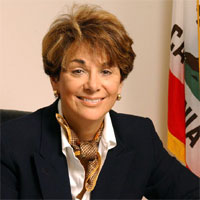
Anna Eshoo, derzeitige Vertreterin des 18. Kongresswahlbezirks von Kalifornien

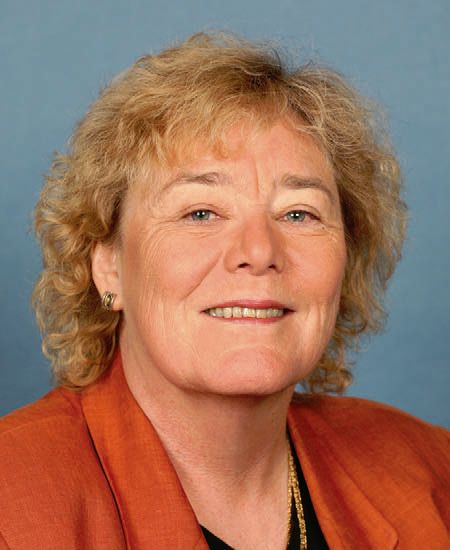
Zoe Lofgren, derzeitige Vertreterin des 19. Kongresswahlbezirks von Kalifornien

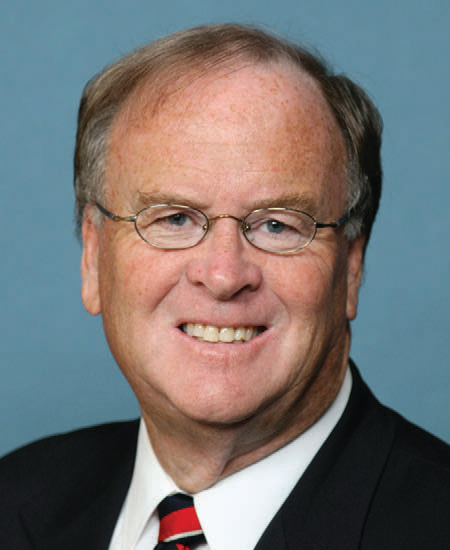
Sam Farr, derzeitiger Vertreter des 20. Kongresswahlbezirks von Kalifornien

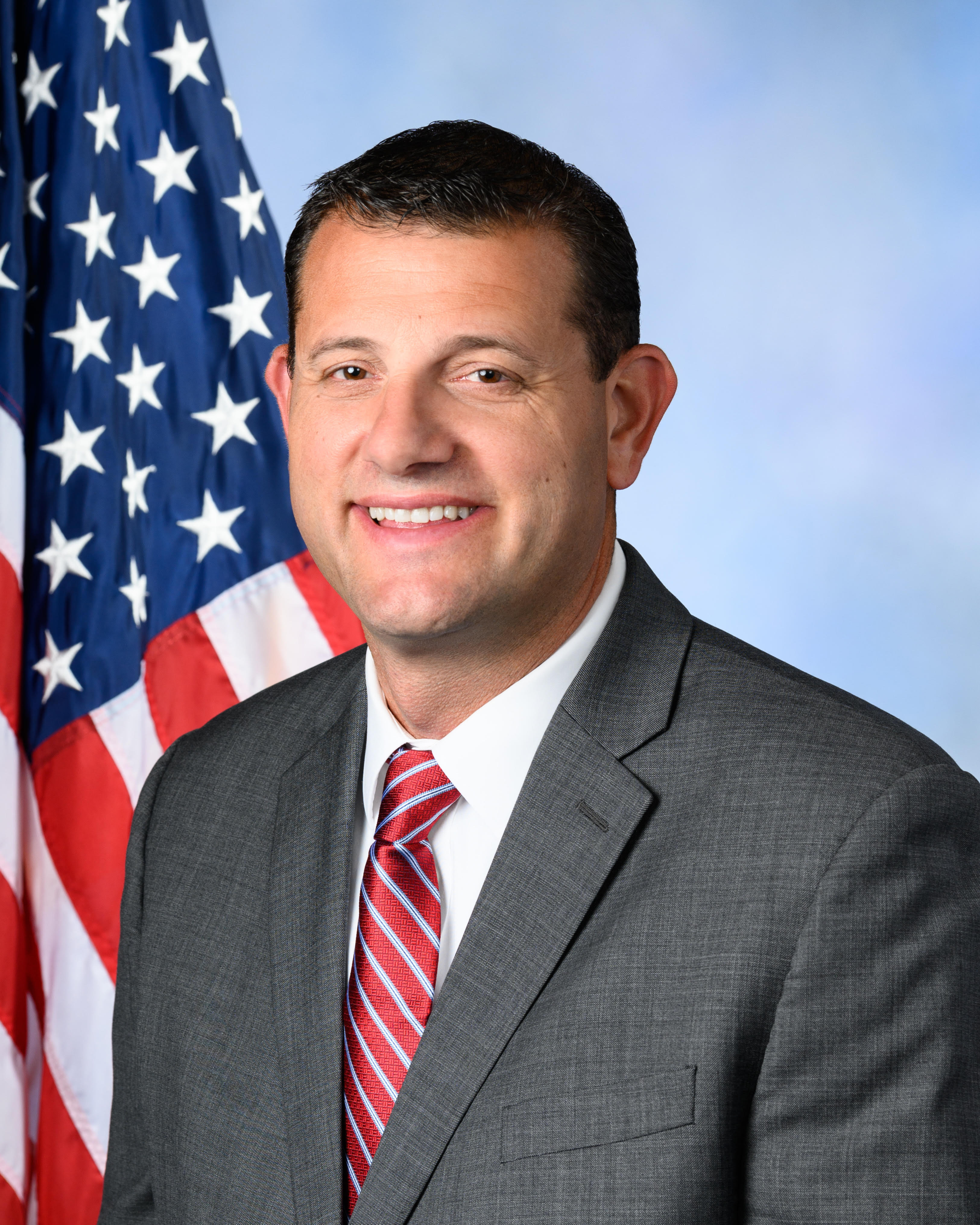
David Valadao, derzeitiger Vertreter des 21. Kongresswahlbezirks von Kalifornien

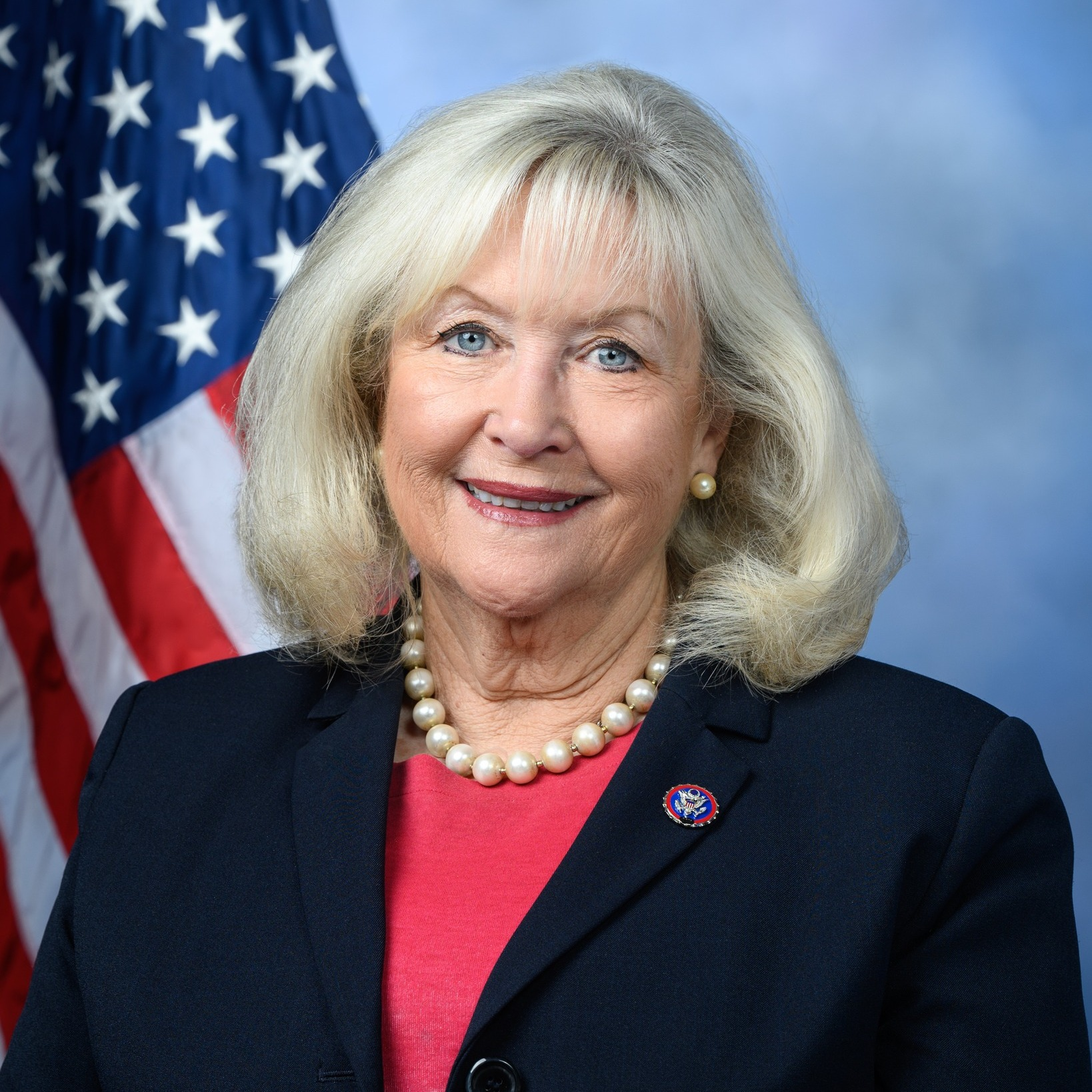
Connie Conway, derzeitige Vertreterin des 22. Kongresswahlbezirks von Kalifornien

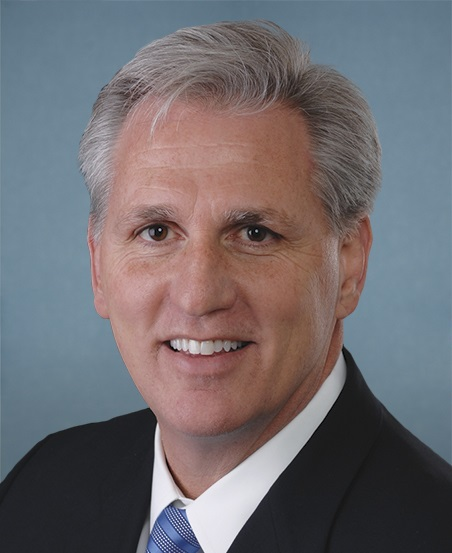
Kevin McCarthy, derzeitiger Vertreter des 23. Kongresswahlbezirks von Kalifornien

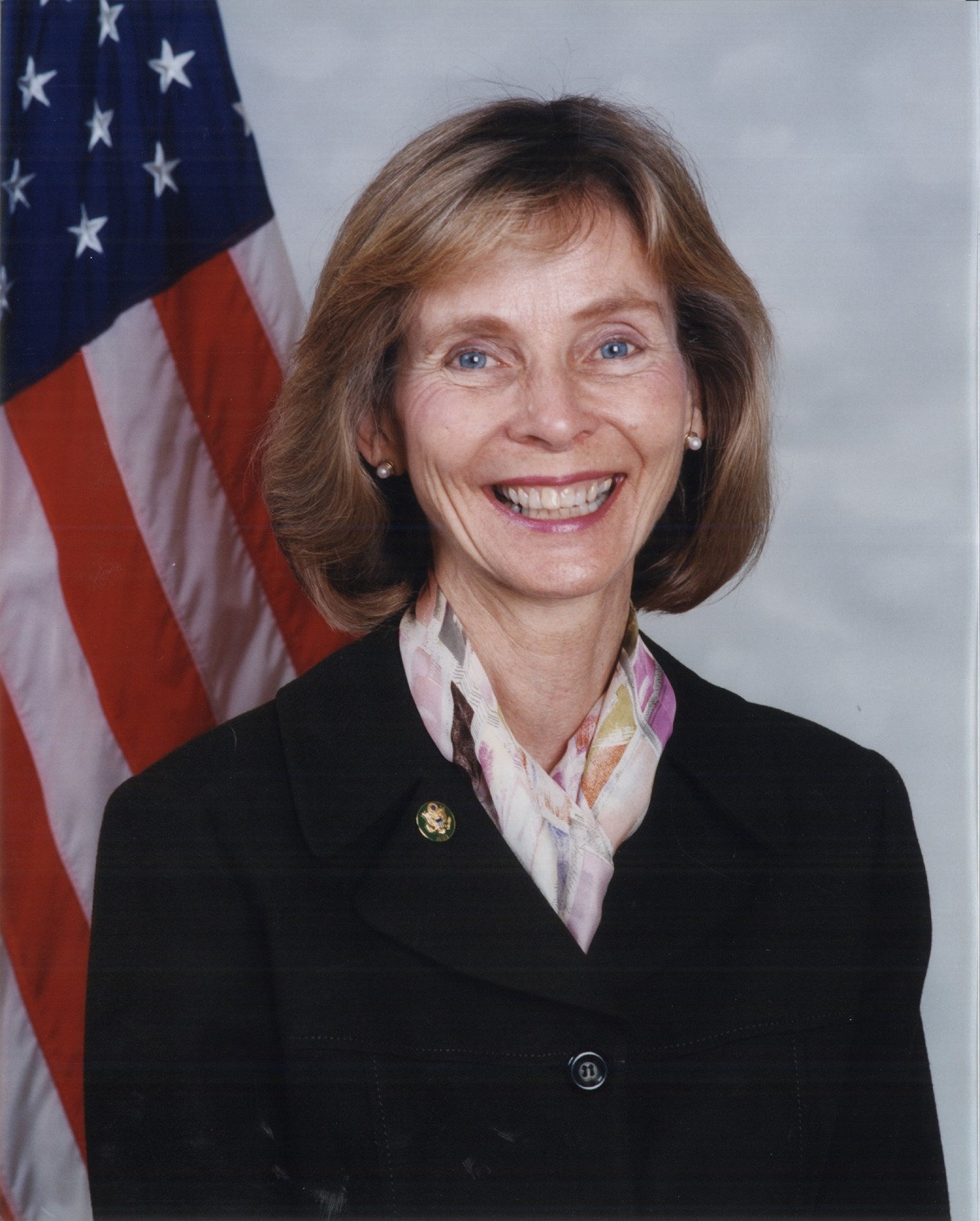
Lois Capps, derzeitige Vertreterin des 24. Kongresswahlbezirks von Kalifornien

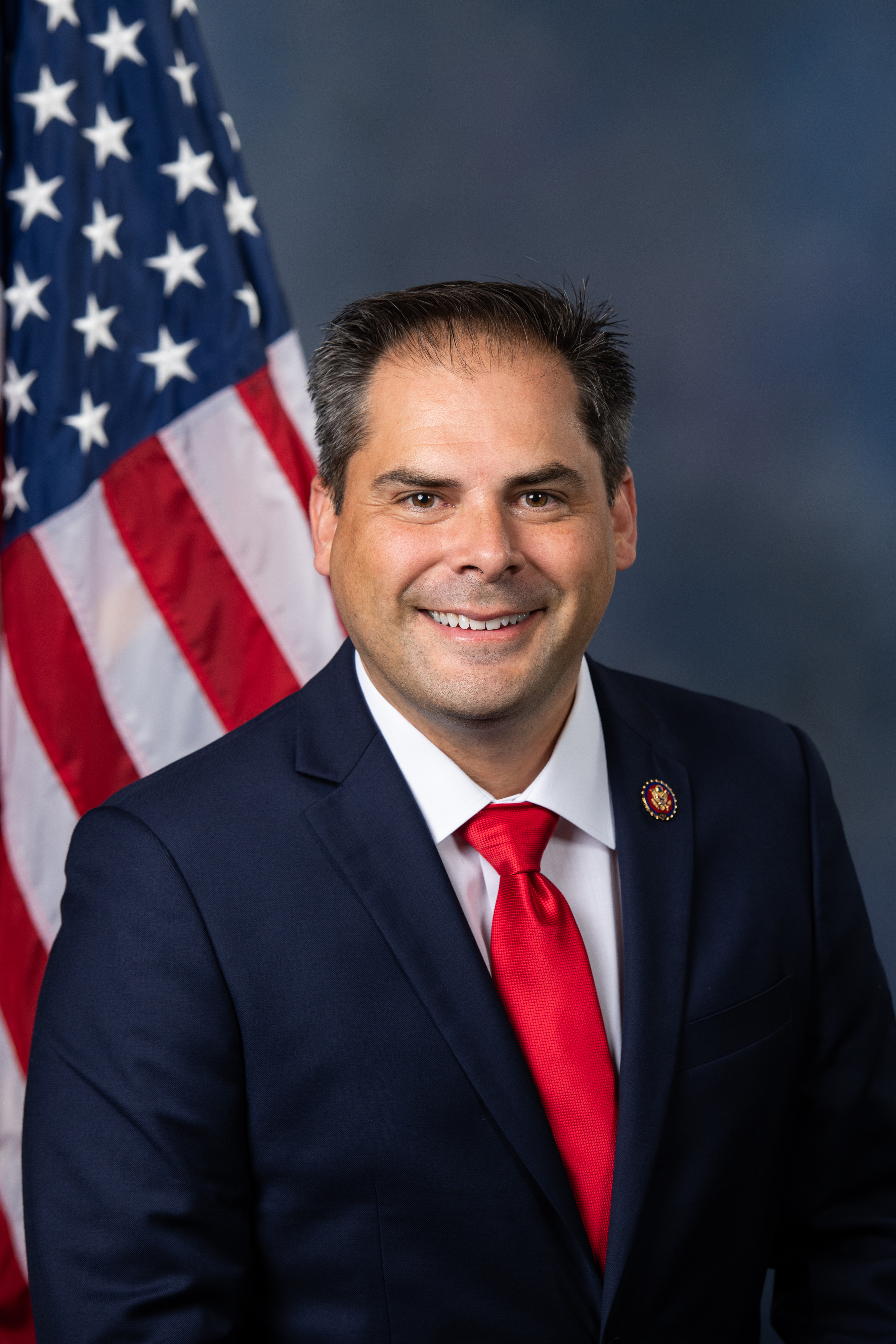
Mike Garcia derzeitige Vertreterin des 25. Kongresswahlbezirks von Kalifornien

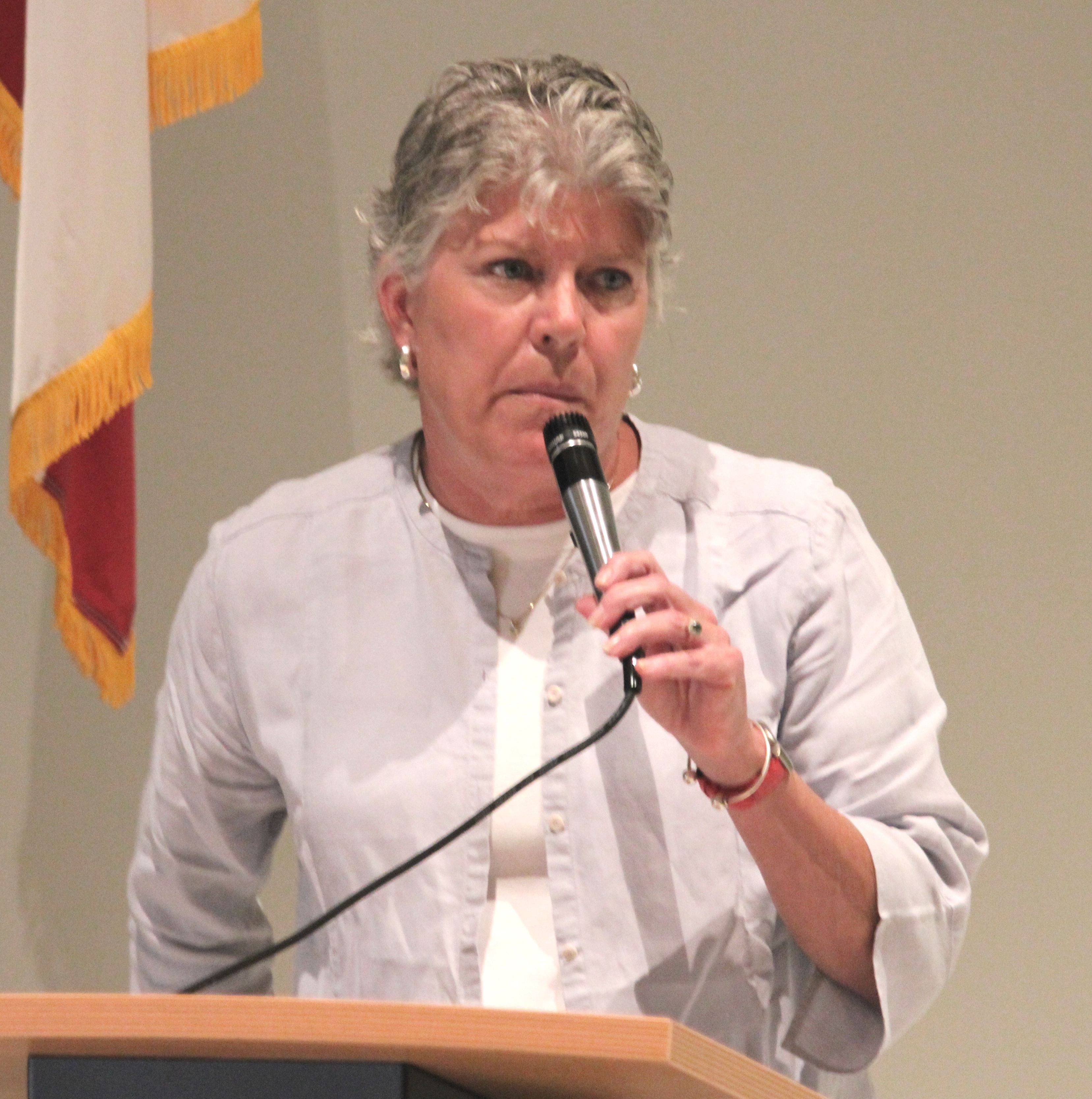
Julia Brownley, derzeitige Vertreterin des 26. Kongresswahlbezirks von Kalifornien

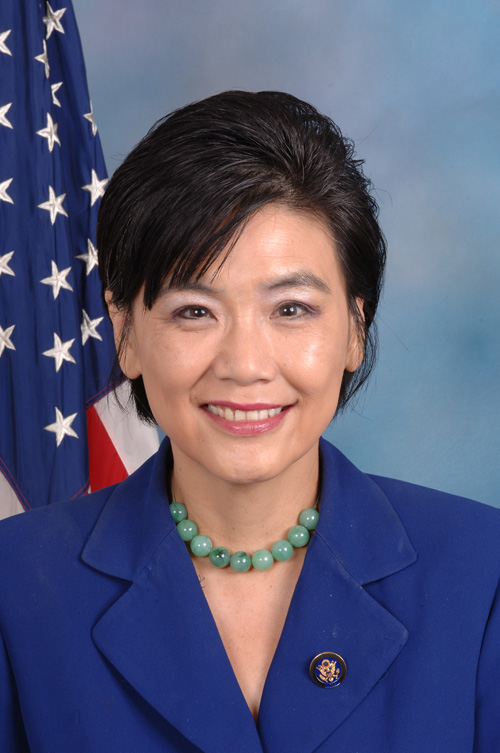
Judy Chu, derzeitige Vertreterin des 27. Kongresswahlbezirks von Kalifornien

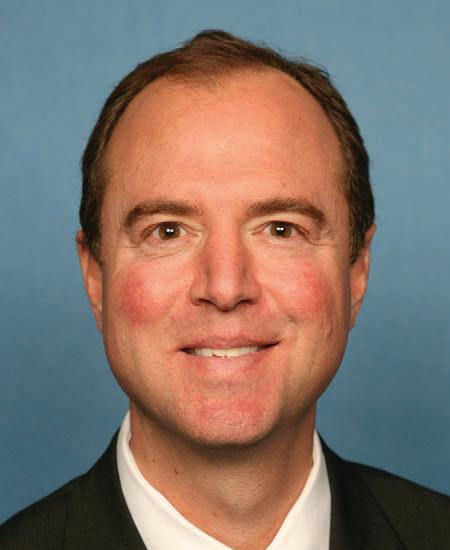
Adam Schiff, derzeitiger Vertreter des 28. Kongresswahlbezirks von Kalifornien

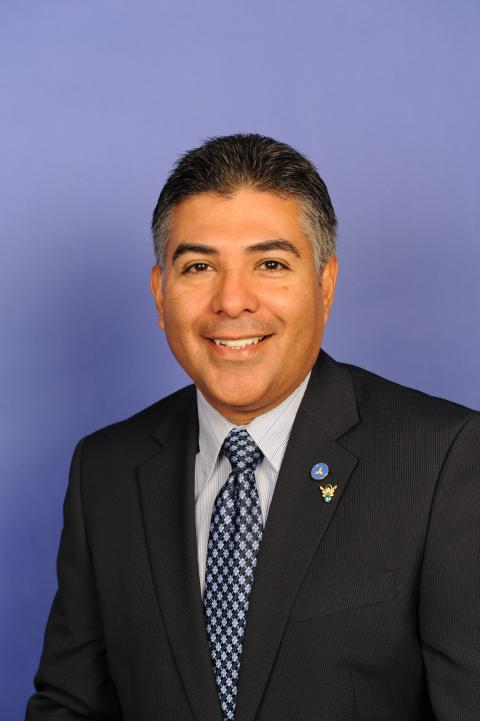
Tony Cardenas, derzeitiger Vertreter des 29. Kongresswahlbezirks von Kalifornien

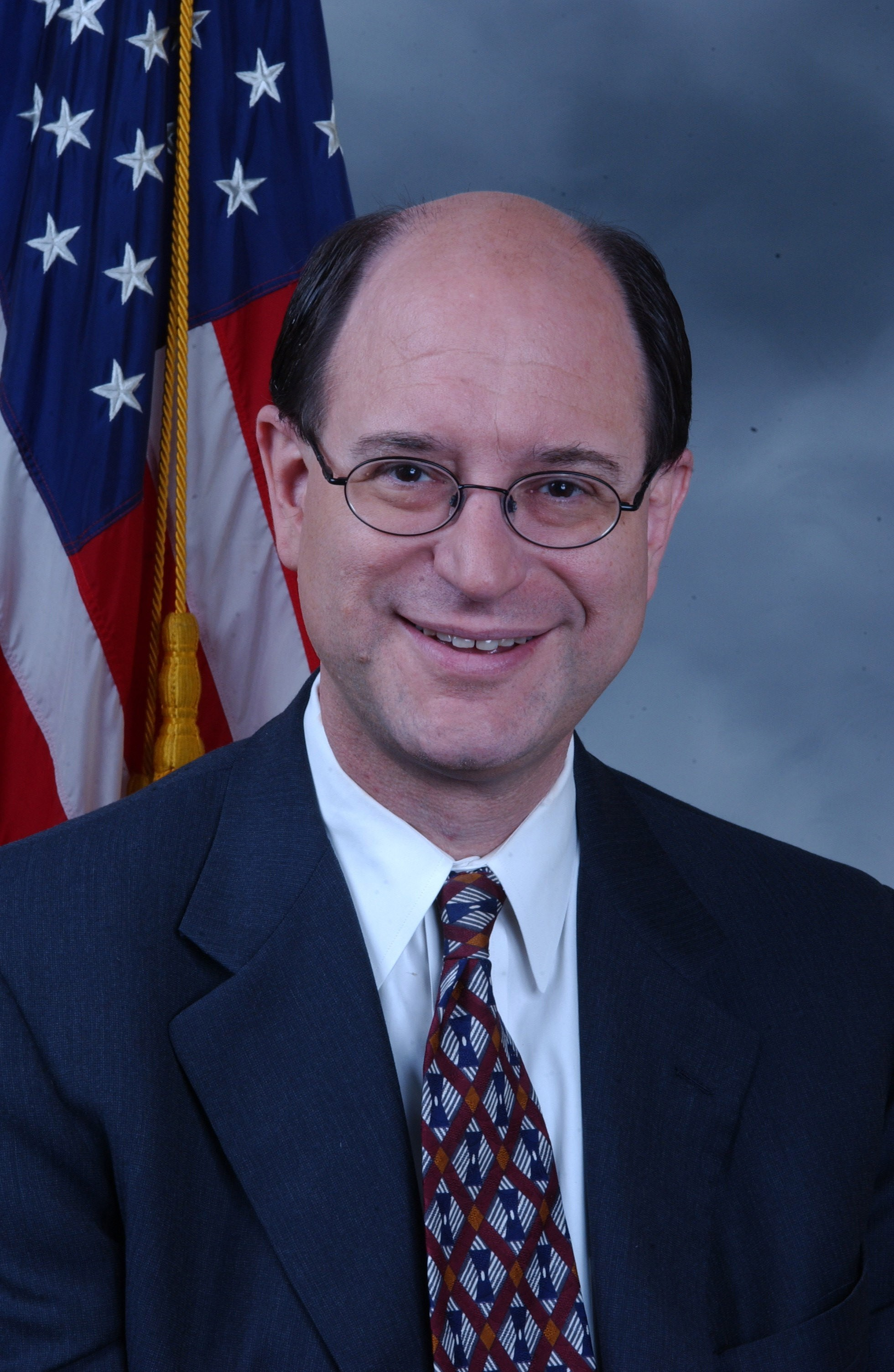
Brad Sherman, derzeitiger Vertreter des 30. Kongresswahlbezirks von Kalifornien

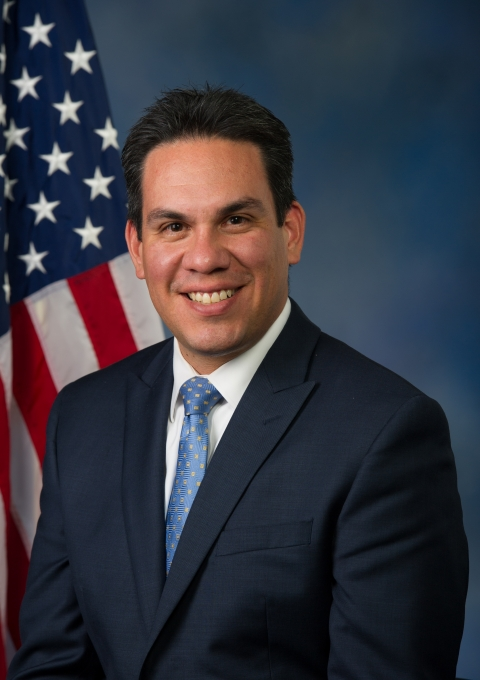
Pete Aguilar, derzeitiger Vertreter des 31. Kongresswahlbezirks von Kalifornien

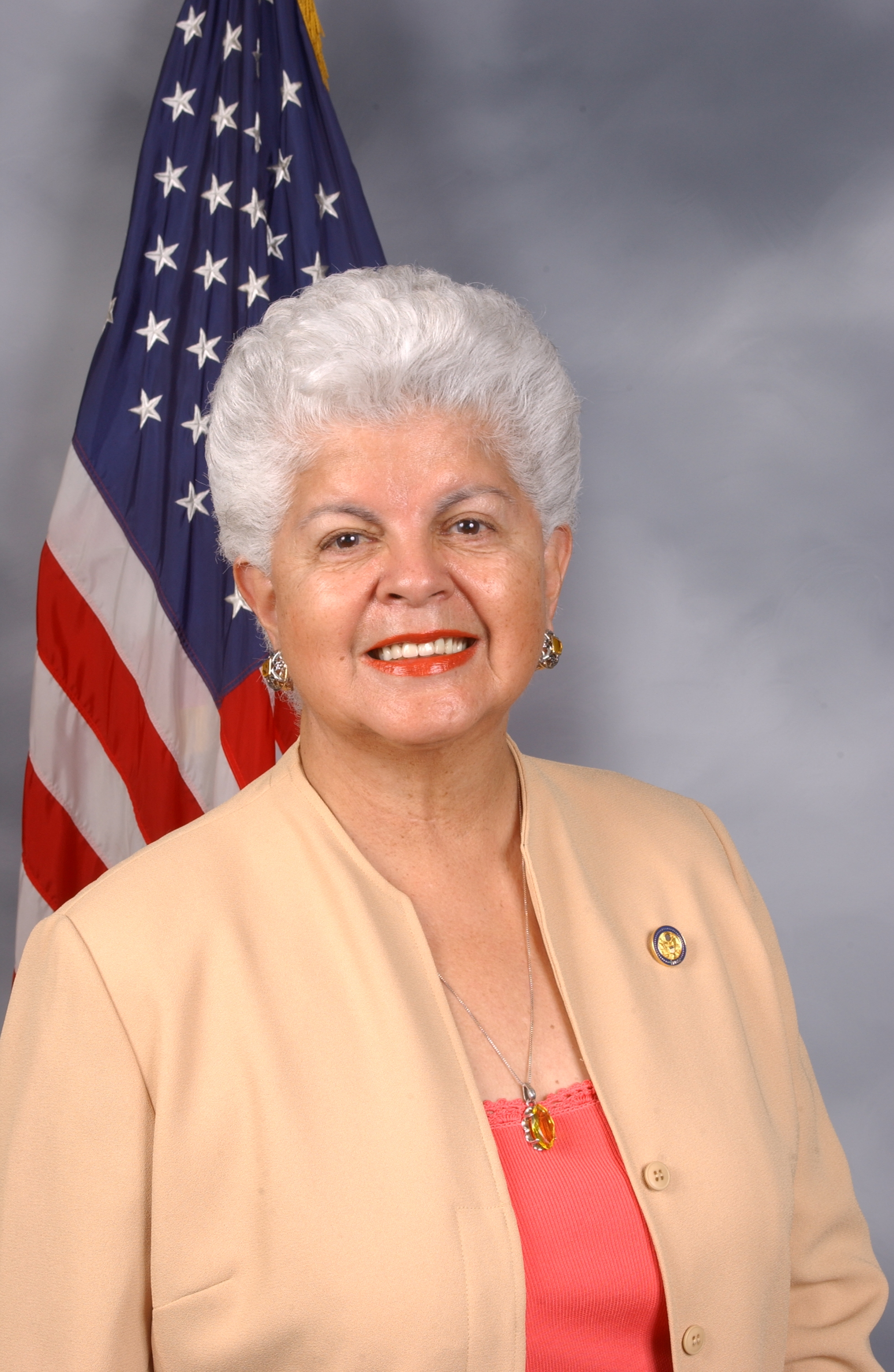
Grace Napolitano, derzeitige Vertreterin des 32. Kongresswahlbezirks von Kalifornien

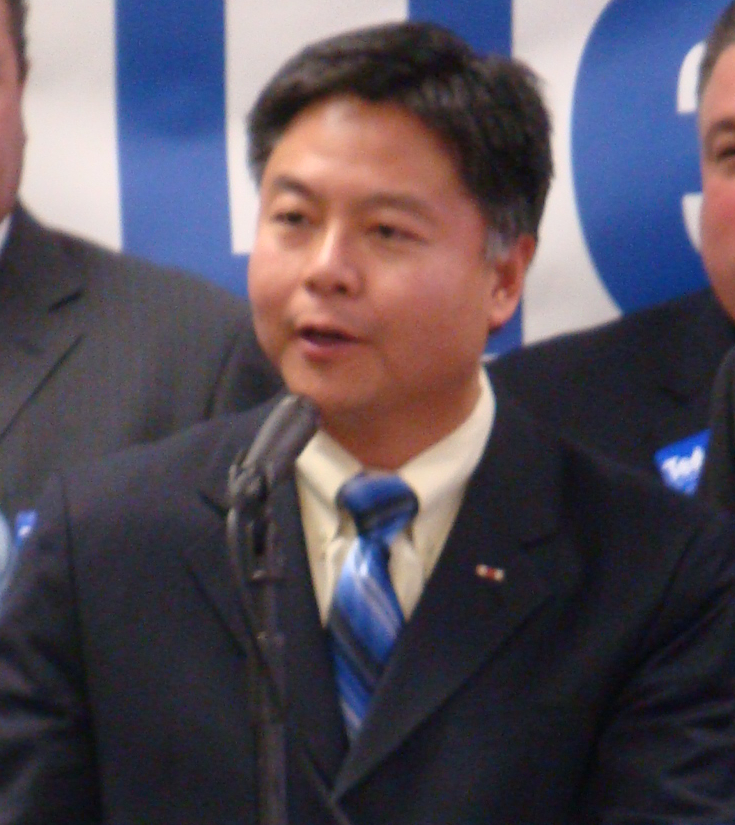
Ted Lieu, derzeitiger Vertreter des 33. Kongresswahlbezirks von Kalifornien

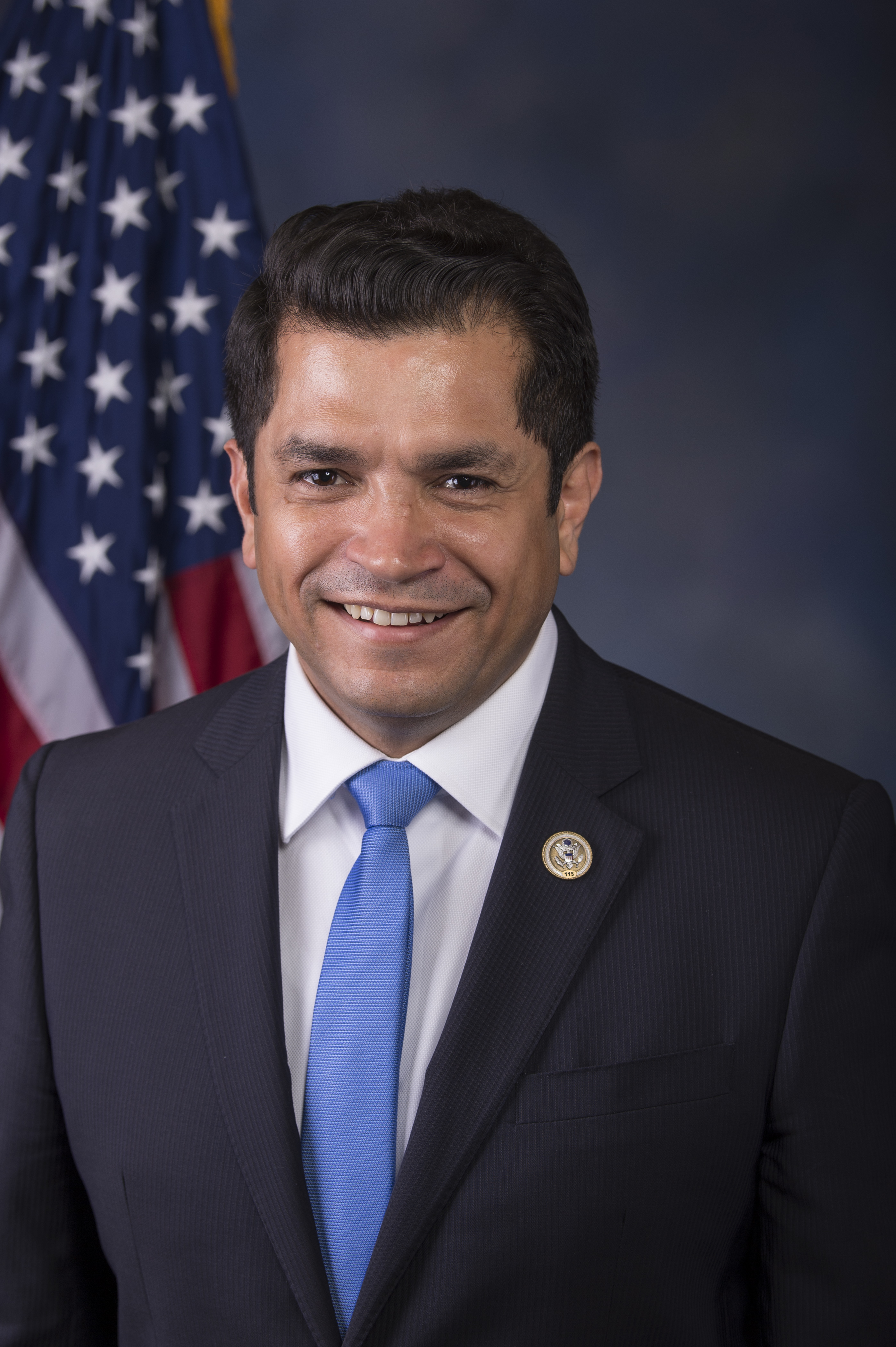
Jimmy Gomez, derzeitiger Vertreter des 34. Kongresswahlbezirks von Kalifornien

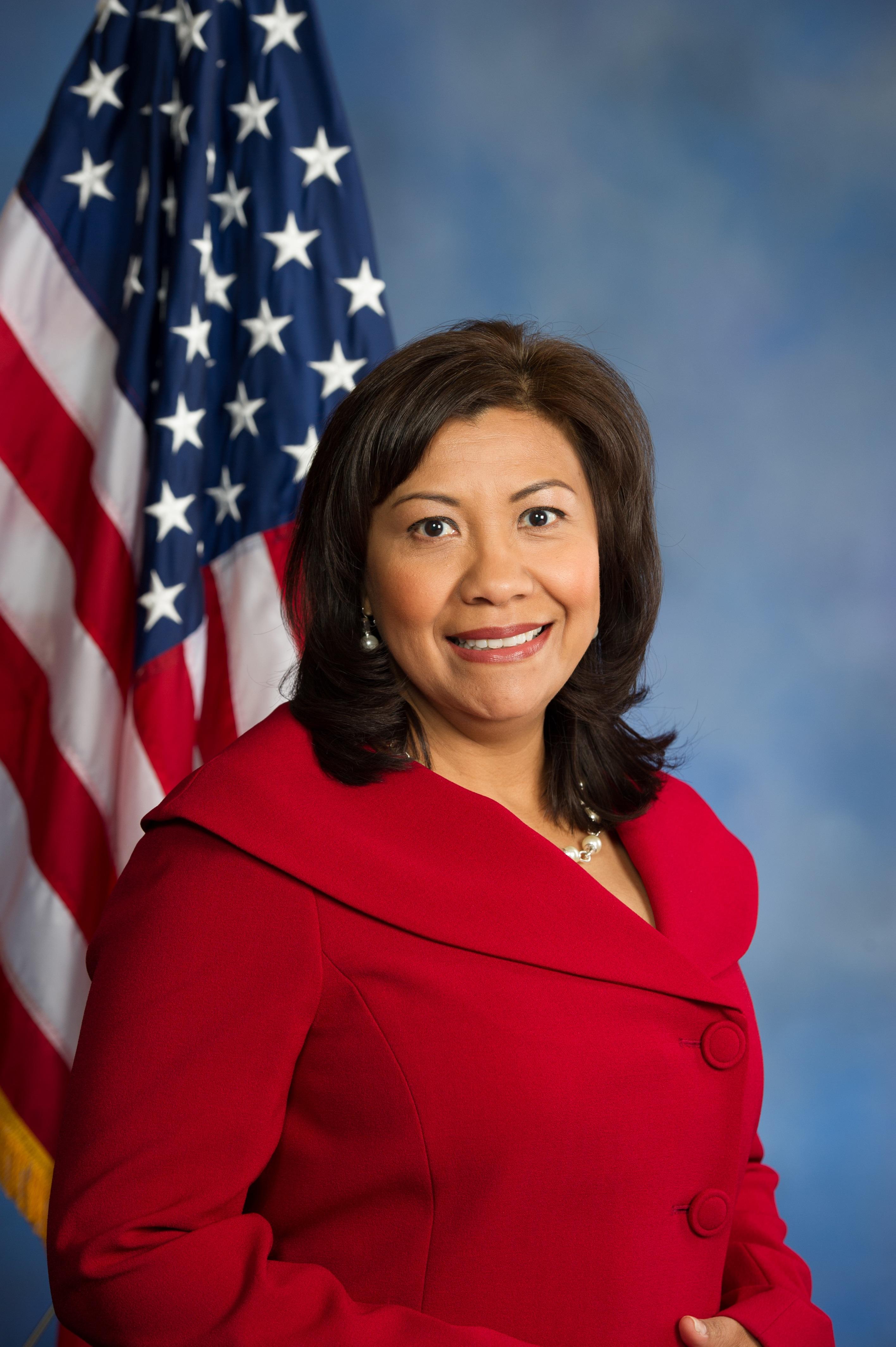
Norma Torres, derzeitige Vertreterin des 35. Kongresswahlbezirks von Kalifornien

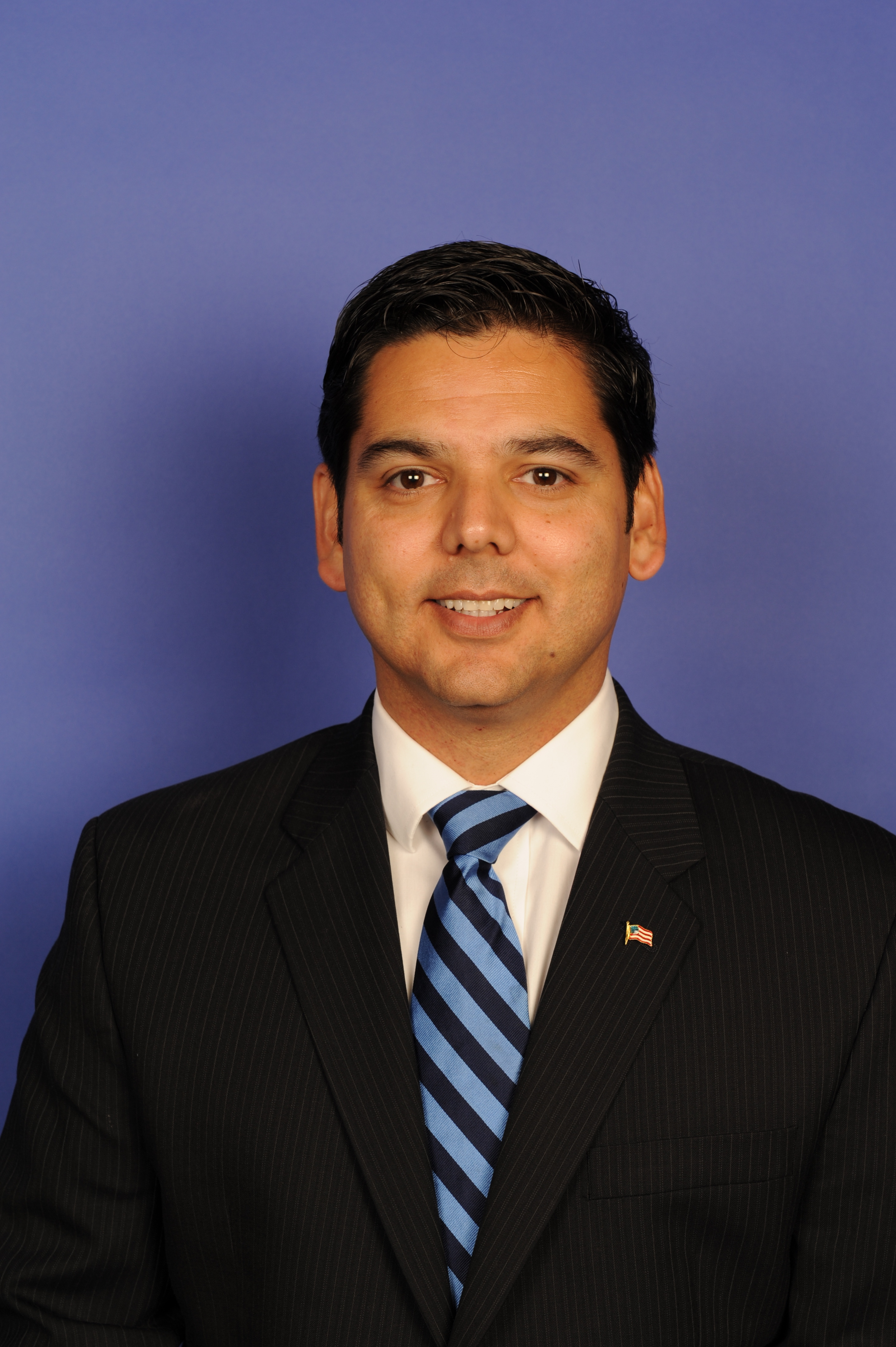
Raul Ruiz, derzeitiger Vertreter des 36. Kongresswahlbezirks von Kalifornien

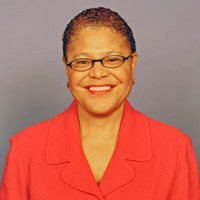
Karen Bass, derzeitige Vertreterin des 37. Kongresswahlbezirks von Kalifornien

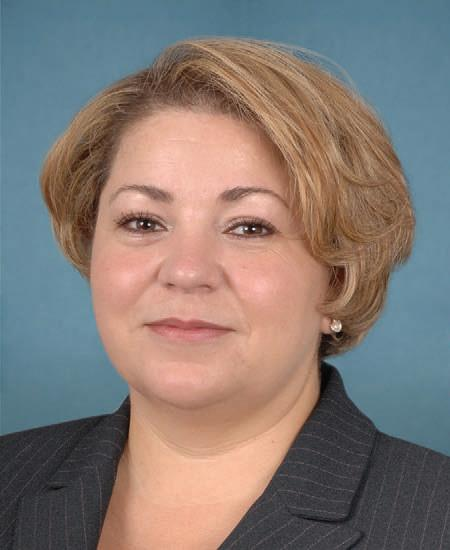
Linda Sánchez, derzeitige Vertreterin des 38. Kongresswahlbezirks von Kalifornien

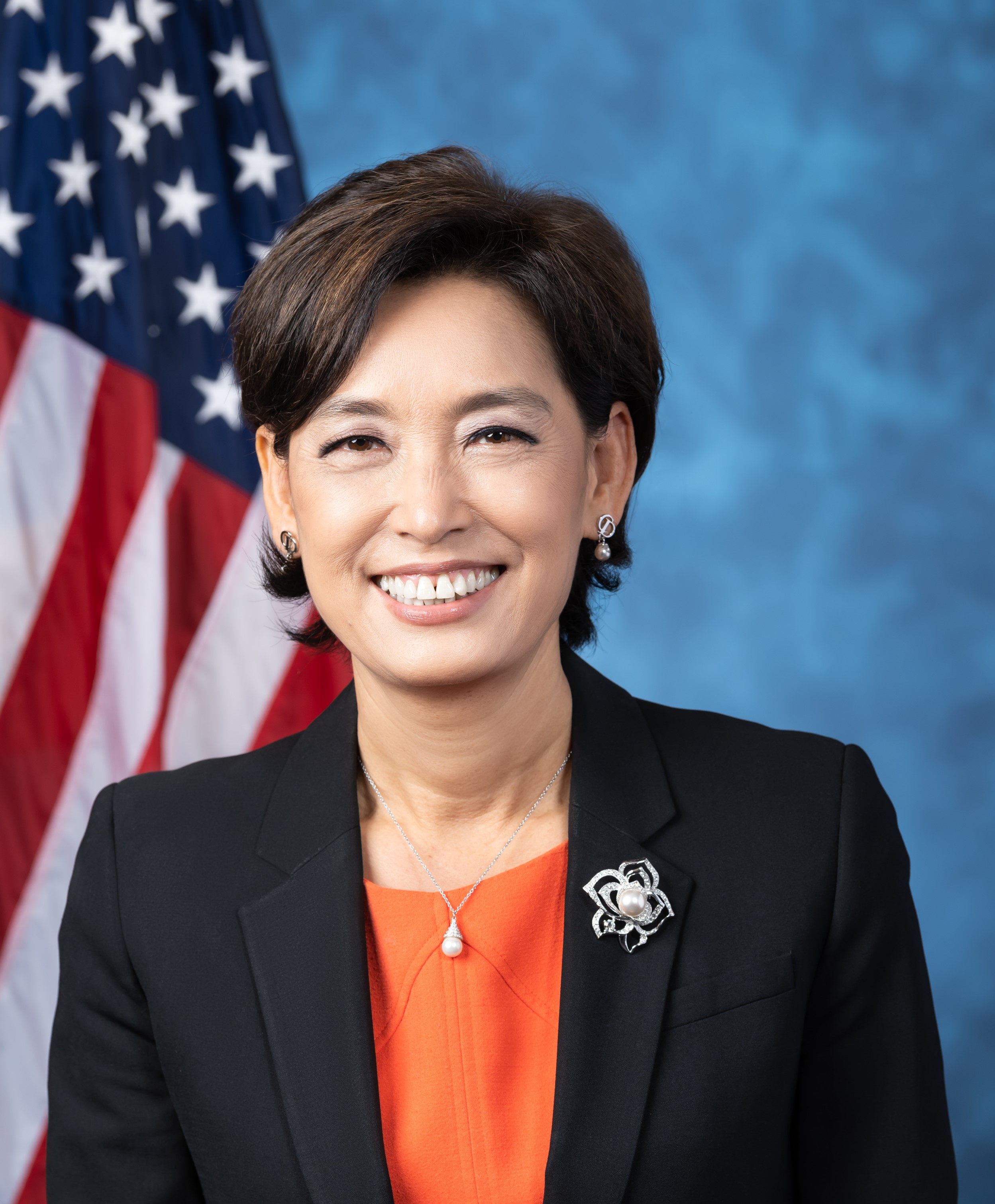
Young Kim, derzeitige Vertreterin des 39. Kongresswahlbezirks von Kalifornien

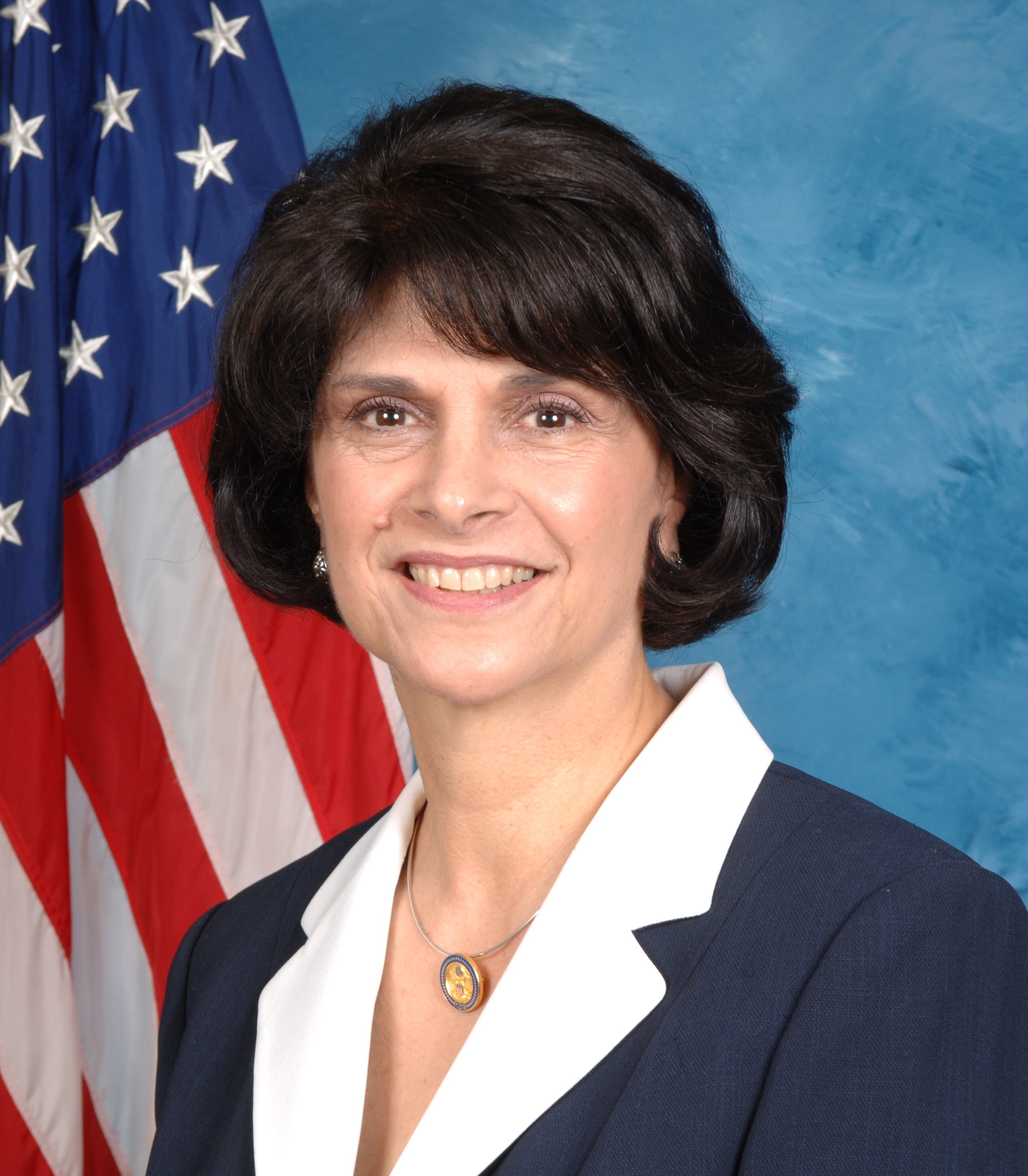
Lucille Roybal-Allard, derzeitige Vertreterin des 40. Kongresswahlbezirks von Kalifornien

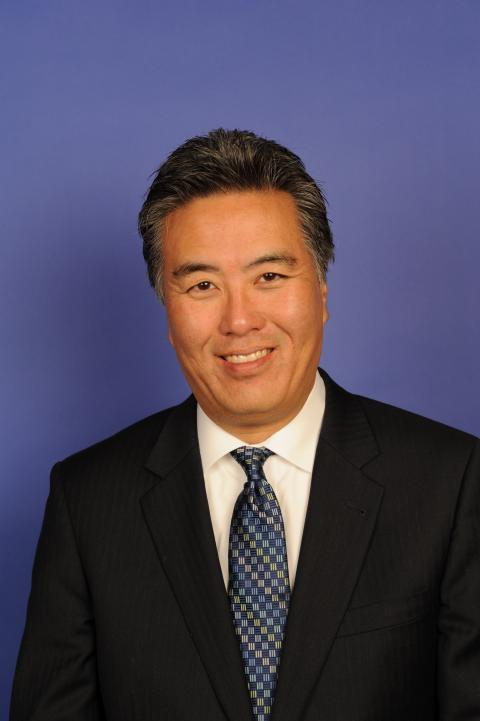
Mark Takano, derzeitiger Vertreter des 41. Kongresswahlbezirks von Kalifornien

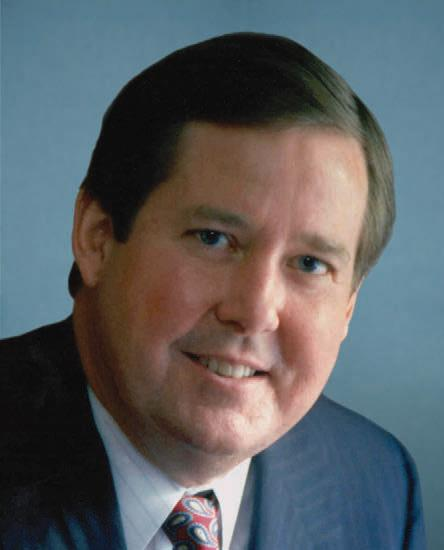
Ken Calvert, derzeitiger Vertreter des 42. Kongresswahlbezirks von Kalifornien

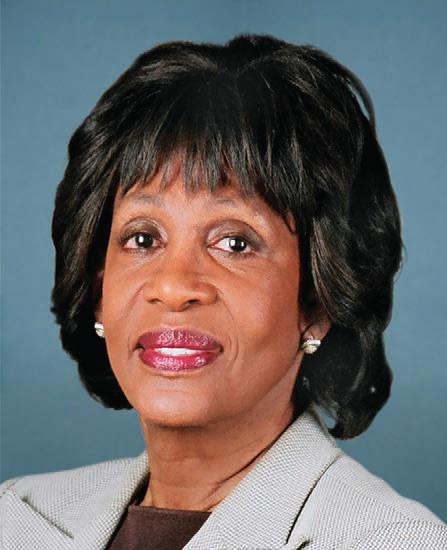
Maxine Waters, derzeitige Vertreterin des 43. Kongresswahlbezirks von Kalifornien

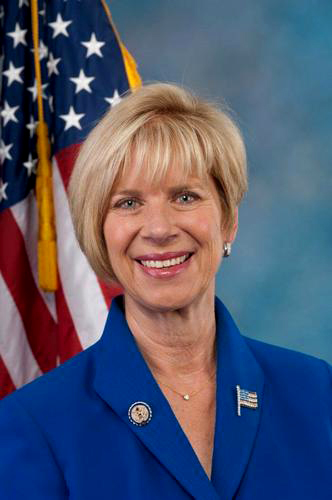
Janice Hahn, derzeitige Vertreterin des 44. Kongresswahlbezirks von Kalifornien

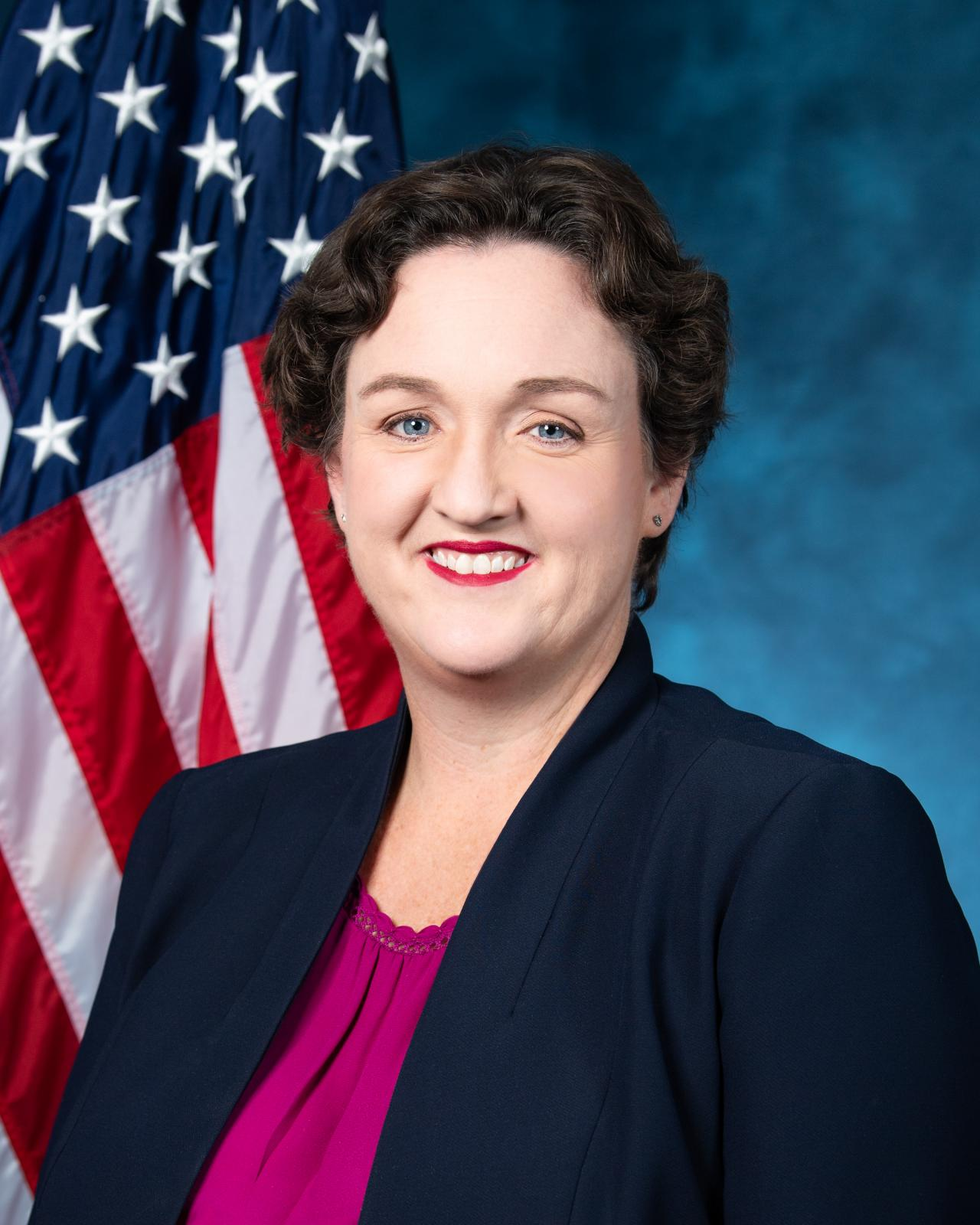
Katie Porter, derzeitige Vertreterin des 45. Kongresswahlbezirks von Kalifornien

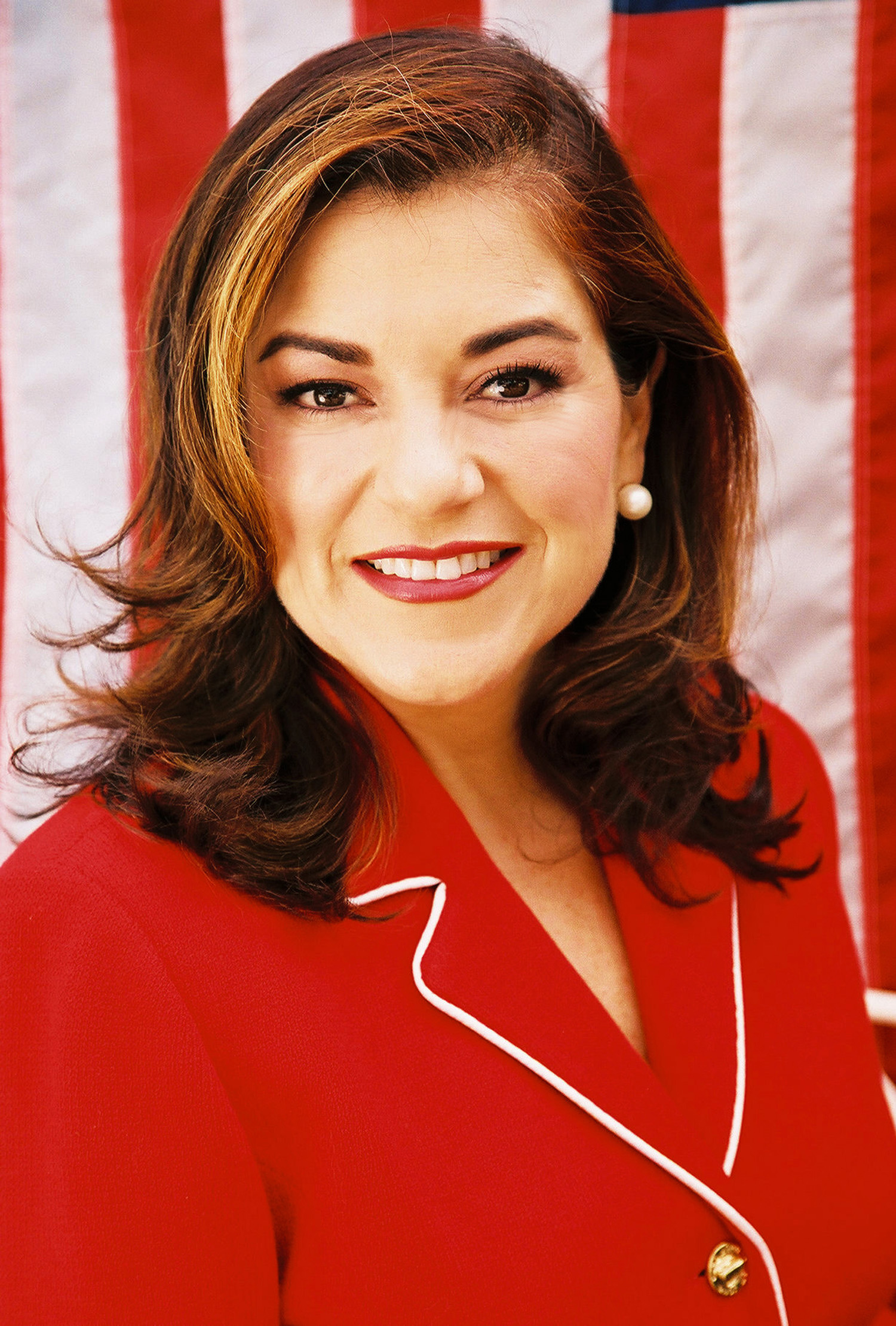
Loretta Sanchez, derzeitige Vertreterin des 46. Kongresswahlbezirks von Kalifornien

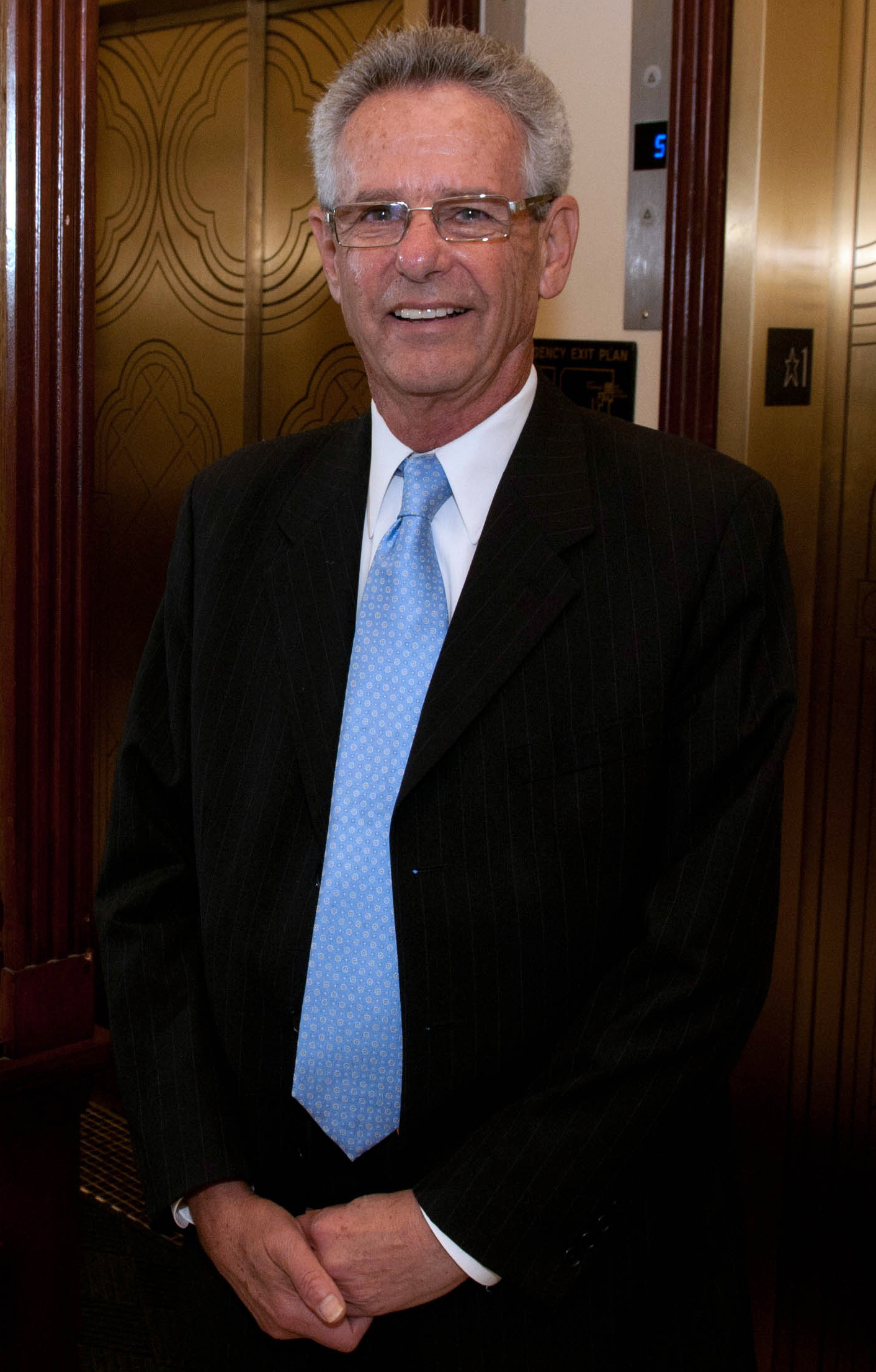
Alan Lowenthal, derzeitiger Vertreter des 47. Kongresswahlbezirks von Kalifornien

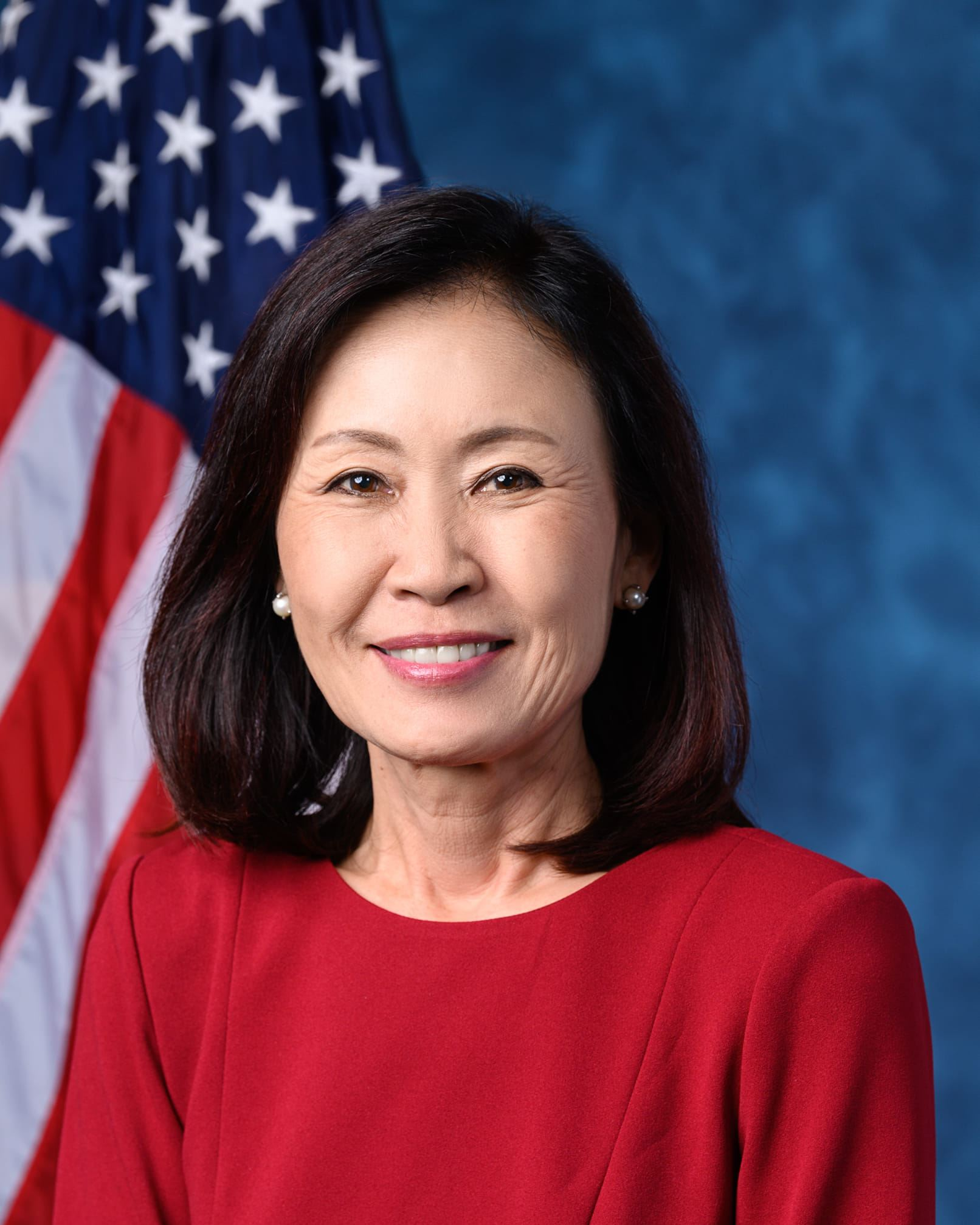
Michelle Steel, derzeitige Vertreterin des 48. Kongresswahlbezirks von Kalifornien

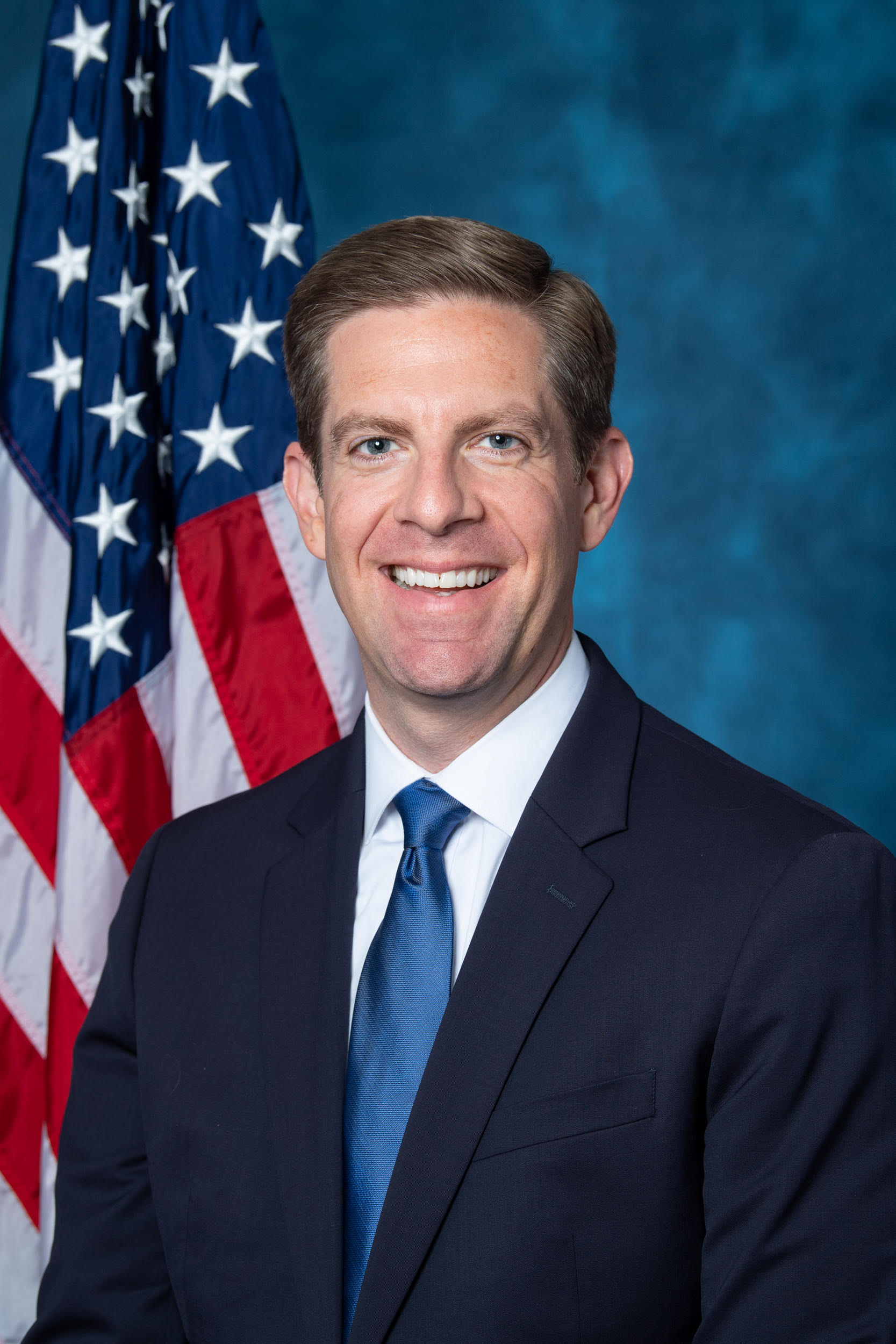
Mike Levin, derzeitiger Vertreter des 49. Kongresswahlbezirks von Kalifornien

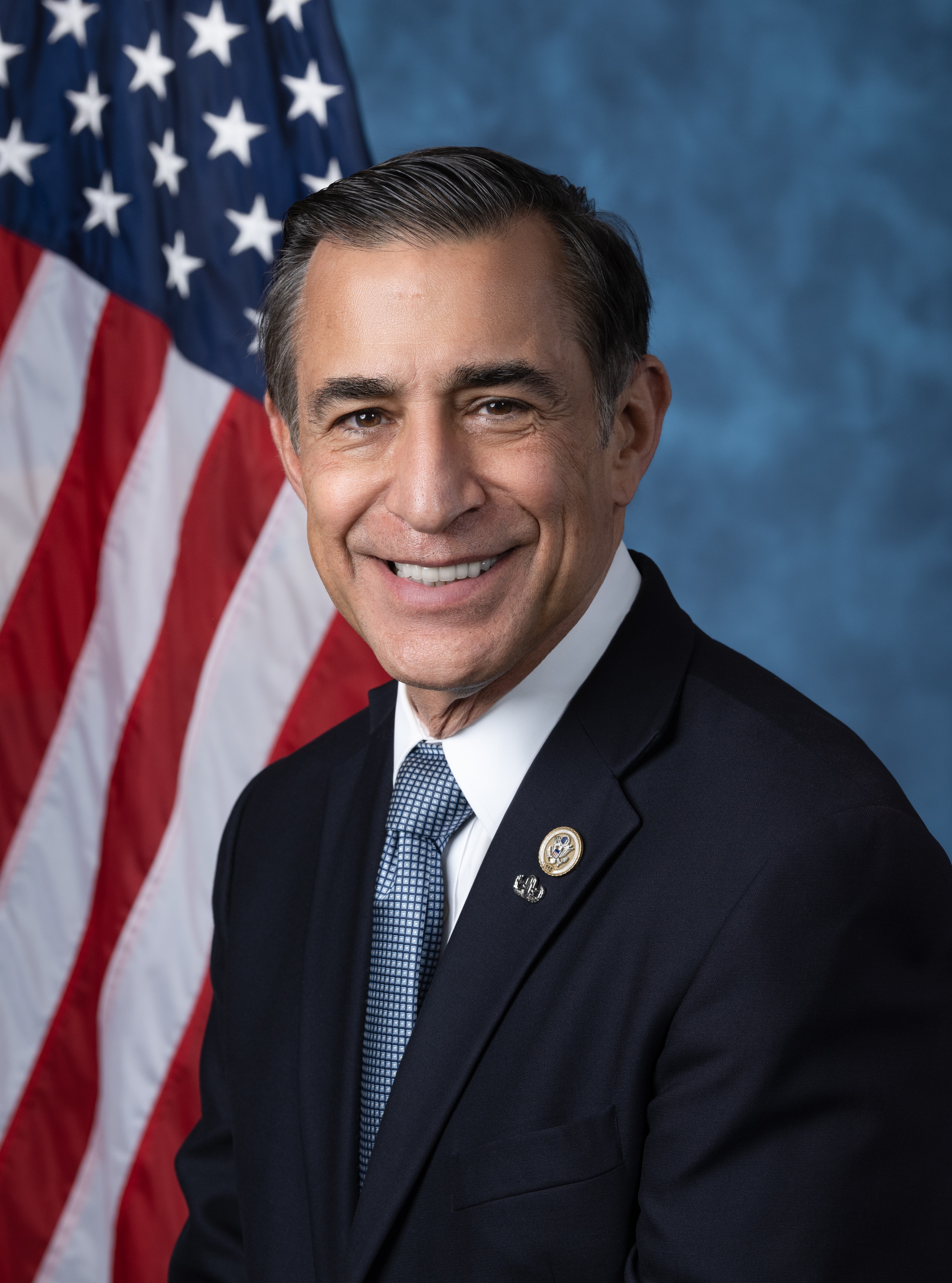
Darrell Issa, derzeitiger Vertreter des 50. Kongresswahlbezirks von Kalifornien

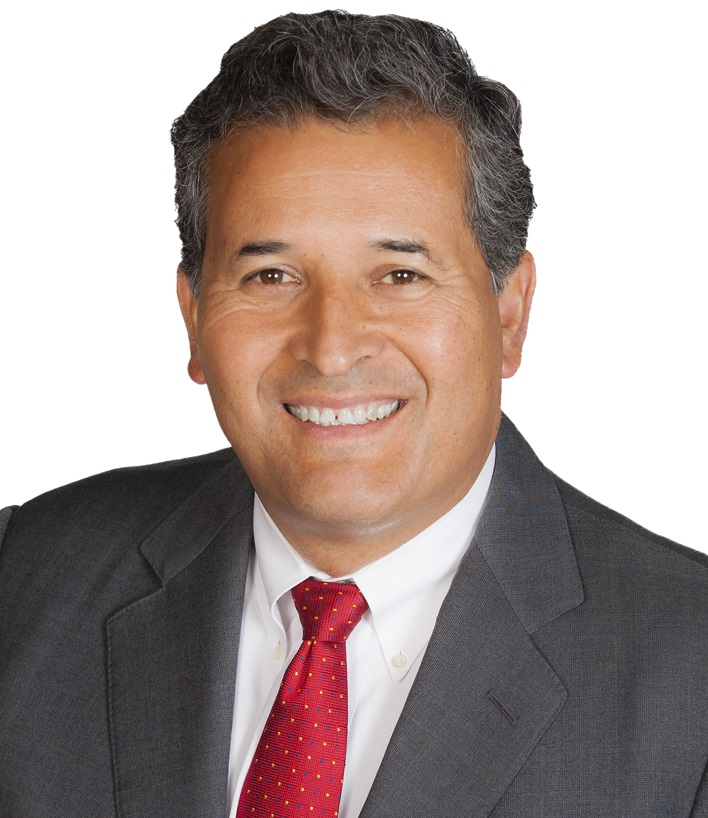
Juan Vargas, derzeitiger Vertreter des 51. Kongresswahlbezirks von Kalifornien

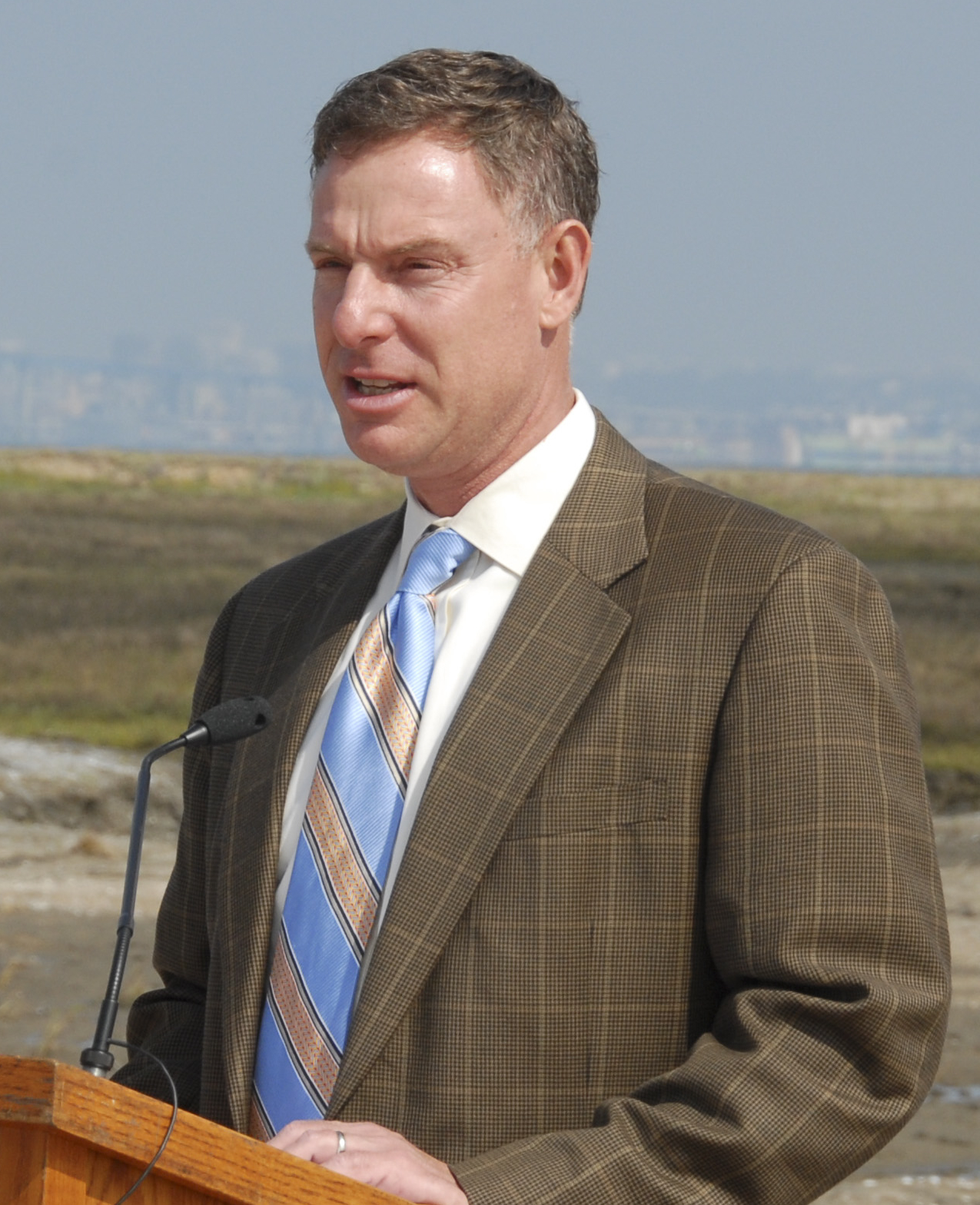
Scott Peters, derzeitiger Vertreter des 52. Kongresswahlbezirks von Kalifornien

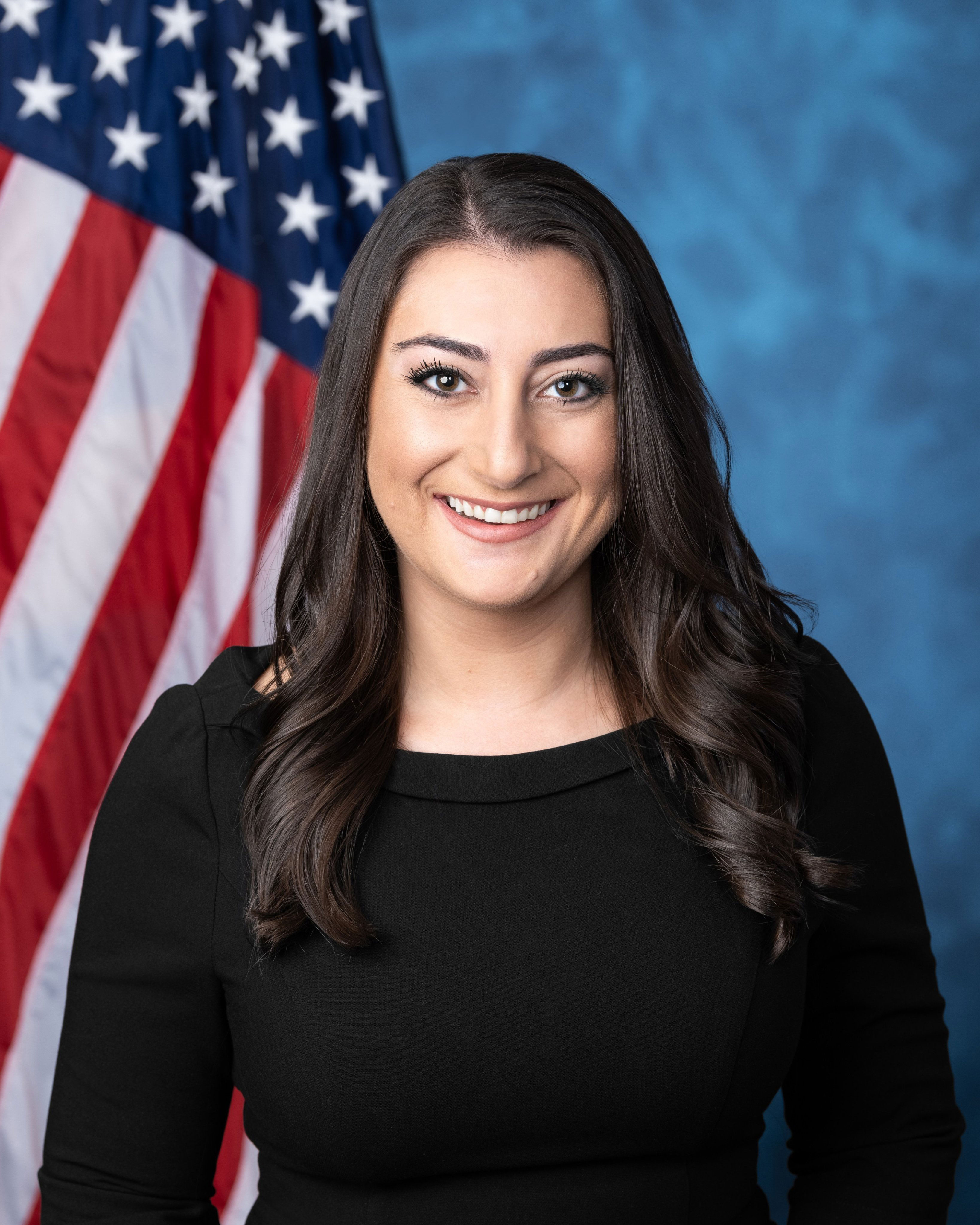
Sara Jacobs, derzeitige Vertreterin des 53. Kongresswahlbezirks von Kalifornien

Diese Liste führt alle Politiker auf, die seit 1850 für den Bundesstaat Kalifornien dem Repräsentantenhaus der Vereinigten Staaten angehört haben. Kalifornien stellte nach seinem Beitritt zur Union zunächst zwei Abgeordnete in Washington, D.C., die jeweils staatsweit („at large“) gewählt wurden; 1861 kam ein dritter Sitz nach diesem Verfahren hinzu. Ab der Wahl des Jahres 1864 wurden dann Wahlbezirke geschaffen. Lediglich 1882 wurden in der Folge noch einmal zwei Mandate staatsweit vergeben. Die Zahl der Abgeordneten aus Kalifornien im Repräsentantenhaus stieg ab dem Jahr 1933 aufgrund des rapiden Bevölkerungswachstums sprunghaft an. Ab 1953 stellte der Staat 30 Abgeordnete, ab 1963 dann schon 38. 2003 wurde schließlich der 53. Wahldistrikt geschaffen, womit Kalifornien der Staat mit den meisten Vertretern im US-Repräsentantenhaus ist; an zweiter Stelle folgt momentan Texas mit 36 Parlamentsmitgliedern.

## 1. Sitz (seit 1850)
| Name                        | Amtszeit                          | Partei       |
| --------------------------- | --------------------------------- | ------------ |
| George Washington Wright    | 11. September 1850 – 3. März 1851 | Unabhängiger |
| Edward Colston Marshall     | 4. März 1851 – 3. März 1853       | Demokrat     |
| Milton Slocum Latham        | 4. März 1853 – 3. März 1855       | Demokrat     |
| James William Denver        | 4. März 1855 – 3. März 1857       | Demokrat     |
| Joseph Chambers McKibbin    | 4. März 1857 – 3. März 1859       | Demokrat     |
| John Chilton Burch          | 4. März 1859 – 3. März 1861       | Demokrat     |
| Timothy Guy Phelps          | 4. März 1861 – 3. März 1863       | Republikaner |
| Cornelius Cole              | 4. März 1863 – 3. März 1865       | Republikaner |
| Donald Campbell McRuer      | 4. März 1865 – 3. März 1867       | Republikaner |
| Samuel Beach Axtell         | 4. März 1867 – 3. März 1871       | Demokrat     |
| Sherman Otis Houghton       | 4. März 1871 – 3. März 1873       | Republikaner |
| Charles Clayton             | 4. März 1873 – 3. März 1875       | Republikaner |
| William Adam Piper          | 4. März 1875 – 3. März 1877       | Demokrat     |
| Horace Davis                | 4. März 1877 – 3. März 1881       | Republikaner |
| William Starke Rosecrans    | 4. März 1881 – 3. März 1885       | Demokrat     |
| Barclay Henley              | 4. März 1885 – 3. März 1887       | Demokrat     |
| Thomas Larkin Thompson      | 4. März 1887 – 3. März 1889       | Demokrat     |
| John Jefferson De Haven     | 4. März 1889 – 1. Oktober 1890    | Republikaner |
| Thomas J. Geary             | 9. Dezember 1890 – 3. März 1895   | Demokrat     |
| John All Barham             | 4. März 1895 – 3. März 1901       | Republikaner |
| Frank Leslie Coombs         | 4. März 1901 – 3. März 1903       | Republikaner |
| James Norris Gillett        | 4. März 1903 – 4. November 1906   | Republikaner |
| William Fellows Englebright | 6. November 1906 – 3. März 1911   | Republikaner |
| John Edward Raker           | 4. März 1911 – 3. März 1913       | Demokrat     |
| William Kent                | 4. März 1913 – 3. März 1917       | Unabhängiger |
| Clarence Frederick Lea      | 4. März 1917 – 3. Januar 1949     | Demokrat     |
| Hubert Baxter Scudder       | 3. Januar 1949 – 3. Januar 1959   | Republikaner |
| Clement Woodnutt Miller     | 3. Januar 1959 – 7. Oktober 1962  | Demokrat     |
| Donald Holst Clausen        | 22. Januar 1963 – 3. Januar 1975  | Republikaner |
| Harold Terry Johnson        | 3. Januar 1975 – 3. Januar 1981   | Demokrat     |
| Eugene Albert Chappie       | 3. Januar 1981 – 3. Januar 1983   | Republikaner |
| Douglas Harry Bosco         | 3. Januar 1983 – 3. Januar 1991   | Demokrat     |
| Frank D. Riggs              | 3. Januar 1991 – 3. Januar 1993   | Republikaner |
| Daniel Hamburg              | 3. Januar 1993 – 3. Januar 1995   | Demokrat     |
| Frank D. Riggs              | 3. Januar 1995 – 3. Januar 1999   | Republikaner |
| Charles Michael Thompson    | 3. Januar 1999 – 3. Januar 2013   | Demokrat     |
| Douglas Lee LaMalfa         | seit 3. Januar 2013               | Republikaner |

## 2. Sitz (seit 1850)
| Name                      | Amtszeit                          | Partei       |
| ------------------------- | --------------------------------- | ------------ |
| Edward Gilbert            | 11. September 1850 – 3. März 1851 | Demokrat     |
| Joseph Walker McCorkle    | 4. März 1851 – 3. März 1853       | Demokrat     |
| James Alexander McDougall | 4. März 1853 – 3. März 1855       | Demokrat     |
| Philemon Thomas Herbert   | 4. März 1855 – 3. März 1857       | Demokrat     |
| Charles Lewis Scott       | 4. März 1857 – 3. März 1861       | Demokrat     |
| Aaron Augustus Sargent    | 4. März 1861 – 3. März 1863       | Republikaner |
| William Higby             | 4. März 1863 – 3. März 1869       | Republikaner |
| Aaron Augustus Sargent    | 4. März 1869 – 3. März 1873       | Republikaner |
| Horace Francis Page       | 4. März 1873 – 3. März 1883       | Republikaner |
| James Herbert Budd        | 4. März 1883 – 3. März 1885       | Demokrat     |
| James Alexander Louttit   | 4. März 1885 – 3. März 1887       | Republikaner |
| Marion Biggs              | 4. März 1887 – 3. März 1891       | Demokrat     |
| Anthony Caminetti         | 4. März 1891 – 3. März 1895       | Demokrat     |
| Grove Lawrence Johnson    | 4. März 1895 – 3. März 1897       | Republikaner |
| Marion De Vries           | 4. März 1897 – 20. August 1900    | Demokrat     |
| Samuel Davis Woods        | 3. Dezember 1900 – 3. März 1903   | Republikaner |
| Theodore Arlington Bell   | 4. März 1903 – 3. März 1905       | Demokrat     |
| Duncan E. McKinlay        | 4. März 1905 – 3. März 1911       | Republikaner |
| William Kent              | 4. März 1911 – 3. März 1913       | Republikaner |
| John Edward Raker         | 4. März 1913 – 22. Januar 1926    | Demokrat     |
| Harry Lane Englebright    | 31. August 1926 – 13. Mai 1943    | Republikaner |
| Clair Engle               | 31. August 1943 – 3. Januar 1959  | Demokrat     |
| Harold Terry Johnson      | 3. Januar 1959 – 3. Januar 1975   | Demokrat     |
| Donald Holst Clausen      | 3. Januar 1975 – 3. Januar 1983   | Republikaner |
| Eugene Albert Chappie     | 3. Januar 1983 – 3. Januar 1987   | Republikaner |
| Walter William Herger     | 3. Januar 1987 – 3. Januar 2013   | Republikaner |
| Jared William Huffman     | seit 3. Januar 2013               | Demokrat     |

## 3. Sitz (seit 1862)
| Name                      | Amtszeit                           | Partei       |
| ------------------------- | ---------------------------------- | ------------ |
| Frederick Ferdinand Low   | 3. Juni 1862 – 3. März 1863        | Republikaner |
| Thomas Bowles Shannon     | 4. März 1863 – 3. März 1865        | Republikaner |
| John Bidwell              | 4. März 1865 – 3. März 1867        | Republikaner |
| James Augustus Johnson    | 4. März 1867 – 3. März 1871        | Demokrat     |
| John Maxwell Coghlan      | 4. März 1871 – 3. März 1873        | Republikaner |
| John King Luttrell        | 4. März 1873 – 3. März 1879        | Demokrat     |
| Campbell Polson Berry     | 4. März 1879 – 3. März 1883        | Demokrat     |
| Barclay Henley            | 4. März 1883 – 3. März 1885        | Demokrat     |
| Joseph McKenna            | 4. März 1885 – 28. März 1892       | Republikaner |
| Samuel Greeley Hilborn    | 5. Dezember 1892 – 4. April 1894   | Republikaner |
| Warren Barkley English    | 4. April 1894 – 3. März 1895       | Demokrat     |
| Samuel Greeley Hilborn    | 4. März 1895 – 3. März 1899        | Republikaner |
| Victor Howard Metcalf     | 4. März 1899 – 1. Juli 1904        | Republikaner |
| Joseph Russell Knowland   | 8. November 1904 – 3. März 1913    | Republikaner |
| Charles Forrest Curry     | 4. März 1913 – 10. Oktober 1930    | Republikaner |
| Charles Forrest Curry Jr. | 4. März 1931 – 3. März 1933        | Republikaner |
| Frank Henry Buck          | 4. März 1933 – 17. September 1942  | Demokrat     |
| Justin Leroy Johnson      | 3. Januar 1943 – 3. Januar 1953    | Republikaner |
| John Emerson Moss         | 3. Januar 1953 – 31. Dezember 1978 | Demokrat     |
| Robert Takeo Matsui       | 3. Januar 1979 – 3. Januar 1993    | Demokrat     |
| Victor Herbert Fazio      | 3. Januar 1993 – 3. Januar 1999    | Demokrat     |
| Douglas Arlo Ose          | 3. Januar 1999 – 3. Januar 2005    | Republikaner |
| Daniel Edward Lungren     | 3. Januar 2005 – 3. Januar 2013    | Republikaner |
| John Raymond Garamendi    | seit 3. Januar 2013                | Demokrat     |

## 4. Sitz (seit 1873)
| Name                          | Amtszeit                          | Partei            |
| ----------------------------- | --------------------------------- | ----------------- |
| Sherman Otis Houghton         | 4. März 1873 – 3. März 1875       | Republikaner      |
| Peter Dinwiddie Wigginton     | 4. März 1875 – 3. März 1877       | Demokrat          |
| José Antonio Romualdo Pacheco | 4. März 1877 – 7. Februar 1878    | Republikaner      |
| Peter Dinwiddie Wigginton     | 7. Februar 1878 – 3. März 1879    | Demokrat          |
| José Antonio Romualdo Pacheco | 4. März 1879 – 3. März 1883       | Republikaner      |
| Pleasant Britton Tully        | 4. März 1883 – 3. März 1885       | Demokrat          |
| William W. Morrow             | 4. März 1885 – 3. März 1891       | Republikaner      |
| John Tyler Cutting            | 4. März 1891 – 3. März 1893       | Republikaner      |
| James George Maguire          | 4. März 1893 – 3. März 1899       | Demokrat          |
| Julius Kahn                   | 4. März 1899 – 3. März 1903       | Republikaner      |
| Edward James Livernash        | 4. März 1903 – 3. März 1905       | Demokrat          |
| Julius Kahn                   | 4. März 1905 – 18. Dezember 1924  | Republikaner      |
| Florence Prag Kahn            | 7. Dezember 1925 – 3. Januar 1937 | Republikaner      |
| Franck Roberts Havenner       | 3. Januar 1937 – 3. Januar 1941   | Progressive Party |
| Thomas Rolph                  | 3. Januar 1941 – 3. Januar 1945   | Republikaner      |
| Franck Roberts Havenner       | 3. Januar 1945 – 3. Januar 1953   | Demokrat          |
| William Somers Mailliard      | 3. Januar 1953 – 3. Januar 1963   | Republikaner      |
| Robert Louis Leggett          | 3. Januar 1963 – 3. Januar 1979   | Demokrat          |
| Victor Herbert Fazio          | 3. Januar 1979 – 3. Januar 1993   | Demokrat          |
| John Taylor Doolittle         | 3. Januar 1993 – 3. Januar 2009   | Republikaner      |
| Thomas Miller McClintock      | seit 3. Januar 2009               | Republikaner      |

## 5. Sitz (seit 1883)
| Name                              | Amtszeit                             | Partei       |
| --------------------------------- | ------------------------------------ | ------------ |
| John Raglan Glascock              | 4. März 1883 – 3. März 1885          | Demokrat     |
| Charles Norton Felton             | 4. März 1885 – 3. März 1889          | Republikaner |
| Thomas Jefferson Clunie           | 4. März 1889 – 3. März 1891          | Demokrat     |
| Eugene Francis Loud               | 4. März 1891 – 3. März 1903          | Republikaner |
| William Joseph Wynn               | 4. März 1903 – 3. März 1905          | Demokrat     |
| Everis Anson Hayes                | 4. März 1905 – 3. März 1913          | Republikaner |
| John Ignatius Nolan               | 4. März 1913 – 18. November 1922     | Republikaner |
| Mae Ella Nolan                    | 23. Januar 1923 – 3. März 1925       | Republikaner |
| Lawrence James Flaherty           | 4. März 1925 – 13. Juni 1926         | Republikaner |
| Richard Joseph Welch              | 31. August 1926 – 10. September 1949 | Republikaner |
| John Francis Shelley              | 8. November 1949 – 7. Januar 1964    | Demokrat     |
| Phillip Burton                    | 18. Februar 1964 – 3. Januar 1975    | Demokrat     |
| John Lowell Burton                | 3. Januar 1975 – 3. Januar 1983      | Demokrat     |
| Phillip Burton                    | 3. Januar 1983 – 10. April 1983      | Demokrat     |
| Sala Burton                       | 21. Juni 1983 – 1. Februar 1987      | Demokrat     |
| Nancy Patricia D’Alesandro Pelosi | 2. Juni 1987 – 3. Januar 1993        | Demokrat     |
| Robert Takeo Matsui               | 3. Januar 1993 – 1. Januar 2005      | Demokrat     |
| Doris Okada Matsui                | 8. März 2005 – 3. Januar 2013        | Demokrat     |
| Charles Michael Thompson          | seit 3. Januar 2013                  | Demokrat     |

## 6. Sitz (seit 1883)
| Name                     | Amtszeit                         | Partei            |
| ------------------------ | -------------------------------- | ----------------- |
| Charles Allen Sumner     | 4. März 1883 – 3. März 1885      | Demokrat          |
| Henry Harrison Markham   | 4. März 1885 – 3. März 1887      | Republikaner      |
| William Vandever         | 4. März 1887 – 3. März 1891      | Republikaner      |
| William Wallace Bowers   | 4. März 1891 – 3. März 1893      | Republikaner      |
| Marion Cannon            | 4. März 1893 – 3. März 1895      | Populist Party    |
| James McLachlan          | 4. März 1895 – 3. März 1897      | Republikaner      |
| Charles Averill Barlow   | 4. März 1897 – 3. März 1899      | Populist Party    |
| Russell Judson Waters    | 4. März 1899 – 3. März 1901      | Republikaner      |
| James McLachlan          | 4. März 1901 – 3. März 1903      | Republikaner      |
| James Carson Needham     | 4. März 1903 – 3. März 1913      | Republikaner      |
| Joseph Russell Knowland  | 4. März 1913 – 3. März 1915      | Republikaner      |
| John Arthur Elston       | 4. März 1915 – 15. Dezember 1921 | Progressive Party |
| James Henry MacLafferty  | 7. November 1922 – 3. März 1925  | Republikaner      |
| Albert Edward Carter     | 4. März 1925 – 3. Januar 1945    | Republikaner      |
| George Paul Miller       | 3. Januar 1945 – 3. Januar 1953  | Demokrat          |
| Robert Likens Condon     | 3. Januar 1953 – 3. Januar 1955  | Demokrat          |
| John Finley Baldwin      | 3. Januar 1955 – 3. Januar 1963  | Republikaner      |
| William Somers Mailliard | 3. Januar 1963 – 5. März 1974    | Republikaner      |
| John Lowell Burton       | 4. Juni 1974 – 3. Januar 1975    | Demokrat          |
| Phillip Burton           | 3. Januar 1975 – 3. Januar 1983  | Demokrat          |
| Barbara Levy Boxer       | 3. Januar 1983 – 3. Januar 1993  | Demokrat          |
| Lynn C. Woolsey          | 3. Januar 1993 – 3. Januar 2013  | Demokrat          |
| Doris Okada Matsui       | seit 3. Januar 2013              | Demokrat          |

## 7. Sitz (seit 1893)
| Name                      | Amtszeit                        | Partei         |
| ------------------------- | ------------------------------- | -------------- |
| William Wallace Bowers    | 4. März 1893 – 3. März 1897     | Republikaner   |
| Curtis Harvey Castle      | 4. März 1897 – 3. März 1899     | Populist Party |
| James Carson Needham      | 4. März 1899 – 3. März 1903     | Republikaner   |
| James McLachlan           | 4. März 1903 – 3. März 1911     | Republikaner   |
| William Dennison Stephens | 4. März 1911 – 3. März 1913     | Republikaner   |
| Denver Samuel Church      | 4. März 1913 – 3. März 1919     | Demokrat       |
| Henry Ellsworth Barbour   | 4. März 1919 – 3. März 1933     | Republikaner   |
| Ralph Roscoe Eltse        | 4. März 1933 – 3. Januar 1935   | Republikaner   |
| John Harvey Tolan         | 3. Januar 1935 – 3. Januar 1947 | Demokrat       |
| John Joseph Allen         | 3. Januar 1947 – 3. Januar 1959 | Republikaner   |
| Jeffery Cohelan           | 3. Januar 1959 – 3. Januar 1971 | Demokrat       |
| Ronald Vernie Dellums     | 3. Januar 1971 – 3. Januar 1975 | Demokrat       |
| George Miller             | 3. Januar 1975 – 3. Januar 2013 | Demokrat       |
| Amerish Babulal Bera      | seit 3. Januar 2013             | Demokrat       |

## 8. Sitz (seit 1903)
| Name                              | Amtszeit                        | Partei       |
| --------------------------------- | ------------------------------- | ------------ |
| Milton John Daniels               | 4. März 1903 – 3. März 1905     | Republikaner |
| Sylvester Clark Smith             | 4. März 1905 – 3. März 1913     | Republikaner |
| Everis Anson Hayes                | 4. März 1913 – 3. März 1919     | Republikaner |
| Hugh Steel Hersman                | 4. März 1919 – 3. März 1921     | Demokrat     |
| Arthur Monroe Free                | 4. März 1921 – 3. März 1933     | Republikaner |
| John Joseph McGrath               | 4. März 1933 – 3. Januar 1939   | Demokrat     |
| John Zuinglius Anderson           | 3. Januar 1939 – 3. Januar 1953 | Republikaner |
| George Paul Miller                | 3. Januar 1953 – 3. Januar 1973 | Demokrat     |
| Fortney Hillman Stark             | 3. Januar 1973 – 3. Januar 1975 | Demokrat     |
| Ronald Vernie Dellums             | 3. Januar 1975 – 3. Januar 1993 | Demokrat     |
| Nancy Patricia D’Alesandro Pelosi | 3. Januar 1993 – 3. Januar 2013 | Demokrat     |
| Paul Cook                         | 3. Januar 2013 – 3. Januar 2021 | Republikaner |
| Jay Phillip Obernolte             | seit 3. Januar 2021             | Republikaner |

## 9. Sitz (seit 1913)
| Name                       | Amtszeit                         | Partei            |
| -------------------------- | -------------------------------- | ----------------- |
| Charles Webster Bell       | 4. März 1913 – 3. März 1915      | Republikaner      |
| Charles Hiram Randall      | 4. März 1915 – 3. März 1921      | Prohibition Party |
| Walter Franklin Lineberger | 11. April 1921 – 3. März 1927    | Republikaner      |
| William Elmer Evans        | 4. März 1927 – 3. März 1933      | Republikaner      |
| Denver Samuel Church       | 4. März 1933 – 3. Januar 1935    | Demokrat          |
| Bertrand Wesley Gearhart   | 3. Januar 1935 – 3. Januar 1949  | Republikaner      |
| Cecil Fielding White       | 3. Januar 1949 – 3. Januar 1951  | Demokrat          |
| Allan Oakley Hunter        | 3. Januar 1951 – 3. Januar 1953  | Republikaner      |
| Jesse Arthur Younger       | 3. Januar 1953 – 3. Januar 1963  | Republikaner      |
| William Donlon Edwards     | 3. Januar 1963 – 3. Januar 1975  | Demokrat          |
| Fortney Hillman Stark      | 3. Januar 1975 – 3. Januar 1993  | Demokrat          |
| Ronald Vernie Dellums      | 3. Januar 1993 – 6. Februar 1998 | Demokrat          |
| Barbara Jean Lee           | 7. April 1998 – 3. Januar 2013   | Demokrat          |
| Gerald Mark McNerney       | seit 3. Januar 2013              | Demokrat          |

## 10. Sitz (seit 1913)
| Name                      | Amtszeit                           | Partei            |
| ------------------------- | ---------------------------------- | ----------------- |
| William Dennison Stephens | 4. März 1915 – 22. Juli 1916       | Progressive Party |
| Henry Stanley Benedict    | 7. November 1916 – 3. März 1917    | Republikaner      |
| Henry Zenas Osborne       | 4. März 1917 – 8. Februar 1923     | Republikaner      |
| John Donnan Fredericks    | 1. Mai 1923 – 3. März 1927         | Republikaner      |
| Joe Crail                 | 4. März 1927 – 3. März 1933        | Republikaner      |
| Henry Elbert Stubbs       | 4. März 1933 – 28. Februar 1937    | Demokrat          |
| Alfred James Elliott      | 4. Mai 1937 – 3. Januar 1949       | Demokrat          |
| Thomas Harold Werdel      | 3. Januar 1949 – 3. Januar 1953    | Republikaner      |
| Charles Samuel Gubser     | 3. Januar 1953 – 31. Dezember 1974 | Republikaner      |
| William Donlon Edwards    | 3. Januar 1975 – 3. Januar 1993    | Demokrat          |
| William Pond Baker        | 3. Januar 1993 – 3. Januar 1997    | Republikaner      |
| Ellen O’Kane Tauscher     | 3. Januar 1997 – 26. Juni 2009     | Demokrat          |
| John Raymond Garamendi    | 5. November 2009 – 3. Januar 2013  | Demokrat          |
| Jeffrey Denham            | 3. Januar 2013 – 3. Januar 2019    | Republikaner      |
| Joshua Keck Harder        | seit 3. Januar 2019                | Demokrat          |

## 11. Sitz (seit 1913)
| Name                  | Amtszeit                           | Partei       |
| --------------------- | ---------------------------------- | ------------ |
| William Kettner       | 4. März 1913 – 3. März 1921        | Demokrat     |
| Philip David Swing    | 4. März 1921 – 3. März 1933        | Republikaner |
| William Elmer Evans   | 4. März 1933 – 3. Januar 1935      | Republikaner |
| John Steven McGroarty | 3. Januar 1935 – 3. Januar 1939    | Demokrat     |
| John Carl Hinshaw     | 3. Januar 1939 – 3. Januar 1943    | Republikaner |
| George Elmer Outland  | 3. Januar 1943 – 3. Januar 1947    | Demokrat     |
| Ernest King Bramblett | 3. Januar 1947 – 3. März 1953      | Republikaner |
| Justin Leroy Johnson  | 3. Januar 1953 – 3. Januar 1957    | Republikaner |
| John Joseph McFall    | 3. Januar 1957 – 3. Januar 1963    | Demokrat     |
| Jesse Arthur Younger  | 3. Januar 1963 – 20. Juni 1967     | Republikaner |
| Paul Norton McCloskey | 12. Dezember 1967 – 3. Januar 1973 | Republikaner |
| Leo Joseph Ryan       | 3. Januar 1973 – 18. November 1978 | Demokrat     |
| William Howard Royer  | 3. April 1979 – 3. Januar 1981     | Republikaner |
| Thomas Peter Lantos   | 3. Januar 1981 – 3. Januar 1993    | Demokrat     |
| Richard William Pombo | 3. Januar 1993 – 3. Januar 2007    | Republikaner |
| Gerald McNerney       | 3. Januar 2007 – 3. Januar 2013    | Demokrat     |
| George Miller         | 3. Januar 2013 – 3. Januar 2015    | Demokrat     |
| Mark James DeSaulnier | seit 3. Januar 2015                | Demokrat     |

## 12. Sitz (seit 1933)
| Name                               | Amtszeit                           | Partei       |
| ---------------------------------- | ---------------------------------- | ------------ |
| John Henry Hoeppel                 | 4. März 1933 – 3. Januar 1937      | Demokrat     |
| Horace Jeremiah Voorhis            | 3. Januar 1937 – 3. Januar 1947    | Demokrat     |
| Richard Milhous Nixon              | 3. Januar 1947 – 30. November 1950 | Republikaner |
| Patrick Jerome Hillings            | 3. Januar 1951 – 3. Januar 1953    | Republikaner |
| Allan Oakley Hunter                | 3. Januar 1953 – 3. Januar 1955    | Republikaner |
| Bernice Frederic Sisk              | 3. Januar 1955 – 3. Januar 1963    | Demokrat     |
| Burt Lacklen Talcott               | 3. Januar 1963 – 3. Januar 1975    | Republikaner |
| Paul Norton McCloskey              | 3. Januar 1975 – 3. Januar 1983    | Republikaner |
| Edwin Van Wyck Zschau              | 3. Januar 1983 – 3. Januar 1987    | Republikaner |
| Ernest Leslie Konnyu               | 3. Januar 1987 – 3. Januar 1989    | Republikaner |
| Thomas J. Campbell                 | 3. April 1989 – 3. Januar 1993     | Republikaner |
| Thomas Peter Lantos                | 3. Januar 1993 – 11. Februar 2008  | Demokrat     |
| Karen Lorraine Jacqueline Speier   | 10. April 2008 – 3. Januar 2013    | Demokrat     |
| Nancy Patricia D’Alesandro Pelosi* | seit 3. Januar 2013                | Demokrat     |

- Seit dem 3. Januar 2019 die 63. Sprecherin des Repräsentantenhauses der Vereinigten Staaten.

## 13. Sitz (seit 1933)
| Name                    | Amtszeit                        | Partei       |
| ----------------------- | ------------------------------- | ------------ |
| Charles Kramer          | 4. März 1933 – 3. Januar 1943   | Demokrat     |
| C. Norris Poulson       | 3. Januar 1943 – 3. Januar 1945 | Republikaner |
| Ned Romeyn Healy        | 3. Januar 1945 – 3. Januar 1947 | Demokrat     |
| C. Norris Poulson       | 3. Januar 1947 – 3. Januar 1953 | Republikaner |
| Ernest King Bramblett   | 3. Januar 1953 – 3. Januar 1955 | Republikaner |
| Charles McKevett Teague | 3. Januar 1955 – 1. Januar 1974 | Republikaner |
| Robert John Lagomarsino | 5. März 1974 – 3. Januar 1975   | Republikaner |
| Norman Yoshio Mineta    | 3. Januar 1975 – 3. Januar 1993 | Demokrat     |
| Fortney Hillman Stark   | 3. Januar 1993 – 3. Januar 2013 | Demokrat     |
| Barbara Jean Lee        | seit 3. Januar 2013             | Demokrat     |

## 14. Sitz (seit 1933)
| Name                             | Amtszeit                        | Partei       |
| -------------------------------- | ------------------------------- | ------------ |
| Thomas Francis Ford              | 4. März 1933 – 3. Januar 1945   | Demokrat     |
| Helen Gahagan Douglas            | 3. Januar 1945 – 3. Januar 1951 | Demokrat     |
| Samuel William Yorty             | 3. Januar 1951 – 3. Januar 1953 | Demokrat     |
| Harlan Francis Hagen             | 3. Januar 1953 – 3. Januar 1963 | Demokrat     |
| John Finley Baldwin              | 3. Januar 1963 – 9. März 1966   | Republikaner |
| Jerome Russell Waldie            | 7. Juni 1966 – 3. Januar 1975   | Demokrat     |
| John Joseph McFall               | 3. Januar 1975 – 3. Januar 1979 | Demokrat     |
| Norman David Shumway             | 3. Januar 1979 – 3. Januar 1991 | Republikaner |
| John Taylor Doolittle            | 3. Januar 1991 – 3. Januar 1993 | Republikaner |
| Anna Georges Eshoo               | 3. Januar 1993 – 3. Januar 2013 | Demokrat     |
| Karen Lorraine Jacqueline Speier | seit 3. Januar 2013             | Demokrat     |

## 15. Sitz (seit 1933)
| Name                      | Amtszeit                            | Partei       |
| ------------------------- | ----------------------------------- | ------------ |
| William Isham Traeger     | 4. März 1933 – 3. Januar 1935       | Republikaner |
| John Martin Costello      | 3. Januar 1935 – 3. Januar 1945     | Demokrat     |
| Gordon Leo McDonough      | 3. Januar 1945 – 3. Januar 1963     | Republikaner |
| John Joseph McFall        | 3. Januar 1963 – 3. Januar 1975     | Demokrat     |
| Bernice Frederic Sisk     | 3. Januar 1975 – 3. Januar 1979     | Demokrat     |
| Anthony Coelho            | 3. Januar 1979 – 15. Juni 1989      | Demokrat     |
| Gary Adrian Condit        | 12. September 1989 – 3. Januar 1993 | Demokrat     |
| Norman Yoshio Mineta      | 3. Januar 1993 – 10. Oktober 1995   | Demokrat     |
| Thomas J. Campbell        | 12. Dezember 1995 – 3. Januar 2001  | Republikaner |
| Michael Makoto Honda      | 3. Januar 2001 – 3. Januar 2013     | Demokrat     |
| Eric Michael Swalwell Jr. | seit 3. Januar 2013                 | Demokrat     |

## 16. Sitz (seit 1933)
| Name                    | Amtszeit                        | Partei       |
| ----------------------- | ------------------------------- | ------------ |
| John Francis Dockweiler | 4. März 1933 – 3. Januar 1939   | Demokrat     |
| Leland Merritt Ford     | 3. Januar 1939 – 3. Januar 1943 | Republikaner |
| William Vann Rogers     | 3. Januar 1943 – 23. Mai 1944   | Demokrat     |
| Ellis Ellwood Patterson | 3. Januar 1945 – 3. Januar 1947 | Demokrat     |
| Donald Lester Jackson   | 3. Januar 1947 – 3. Januar 1961 | Republikaner |
| Alphonzo Edward Bell    | 3. Januar 1961 – 3. Januar 1963 | Republikaner |
| Bernice Frederic Sisk   | 3. Januar 1963 – 3. Januar 1975 | Demokrat     |
| John Joseph McFall      | 3. Januar 1963 – 3. Januar 1975 | Demokrat     |
| Burt Lacklen Talcott    | 3. Januar 1975 – 3. Januar 1977 | Republikaner |
| Leon Edward Panetta     | 3. Januar 1977 – 3. Januar 1993 | Demokrat     |
| William Donlon Edwards  | 3. Januar 1993 – 3. Januar 1995 | Demokrat     |
| Zoe Lofgren             | 3. Januar 1995 – 3. Januar 2013 | Demokrat     |
| James Manuel Costa      | seit 3. Januar 2013             | Demokrat     |

## 17. Sitz (seit 1933)
| Name                   | Amtszeit                          | Partei       |
| ---------------------- | --------------------------------- | ------------ |
| Charles J. Colden      | 4. März 1933 – 15. April 1938     | Demokrat     |
| Lee Edward Geyer       | 3. Januar 1939 – 11. Oktober 1941 | Demokrat     |
| Cecil Rhodes King      | 25. August 1942 – 3. Januar 1969  | Demokrat     |
| Glenn Malcolm Anderson | 3. Januar 1969 – 3. Januar 1973   | Demokrat     |
| Paul Norton McCloskey  | 3. Januar 1973 – 3. Januar 1975   | Republikaner |
| John Hans Krebs        | 3. Januar 1975 – 3. Januar 1979   | Demokrat     |
| Charles Pashayan       | 3. Januar 1979 – 3. Januar 1991   | Republikaner |
| Calvin M. Dooley       | 3. Januar 1991 – 3. Januar 1993   | Demokrat     |
| Leon Edward Panetta    | 3. Januar 1993 – 22. Januar 1993  | Demokrat     |
| Samuel Sharon Farr     | 8. Juni 1993 – 3. Januar 2013     | Demokrat     |
| Michael Makoto Honda   | 3. Januar 2013 – 3. Januar 2017   | Demokrat     |
| Rohit Khanna           | seit 3. Januar 2017               | Demokrat     |

## 18. Sitz (seit 1933)
| Name                    | Amtszeit                            | Partei       |
| ----------------------- | ----------------------------------- | ------------ |
| John Harley Burke       | 4. März 1933 – 3. Januar 1935       | Demokrat     |
| Byron Nicholson Scott   | 3. Januar 1935 – 3. Januar 1939     | Demokrat     |
| Thomas Marion Eaton     | 3. Januar 1939 – 16. September 1939 | Republikaner |
| William Ward Johnson    | 3. Januar 1941 – 3. Januar 1945     | Republikaner |
| Clyde Gilman Doyle      | 3. Januar 1945 – 3. Januar 1947     | Demokrat     |
| Willis Winter Bradley   | 3. Januar 1947 – 3. Januar 1949     | Republikaner |
| Clyde Gilman Doyle      | 3. Januar 1949 – 3. Januar 1953     | Demokrat     |
| Chester Craig Hosmer    | 3. Januar 1953 – 3. Januar 1963     | Republikaner |
| Harlan Francis Hagen    | 3. Januar 1963 – 3. Januar 1967     | Demokrat     |
| Robert Bruce Mathias    | 3. Januar 1967 – 3. Januar 1975     | Republikaner |
| William Matthew Ketchum | 3. Januar 1975 – 24. Juni 1978      | Republikaner |
| William Marshall Thomas | 3. Januar 1979 – 3. Januar 1983     | Republikaner |
| Richard Henry Lehman    | 3. Januar 1983 – 3. Januar 1993     | Demokrat     |
| Gary Adrian Condit      | 3. Januar 1993 – 3. Januar 2003     | Demokrat     |
| Dennis A. Cardoza       | 3. Januar 2003 – 14. August 2012    | Demokrat     |
| Anna A. Georges Eshoo   | seit 3. Januar 2013                 | Demokrat     |

## 19. Sitz (seit 1933)
| Name                    | Amtszeit                           | Partei       |
| ----------------------- | ---------------------------------- | ------------ |
| Samuel LaFort Collins   | 4. März 1933 – 3. Januar 1937      | Republikaner |
| Harry Richard Sheppard  | 3. Januar 1937 – 3. Januar 1943    | Demokrat     |
| Chester Earl Holifield  | 3. Januar 1943 – 31. Dezember 1974 | Demokrat     |
| Robert John Lagomarsino | 3. Januar 1975 – 3. Januar 1993    | Republikaner |
| Richard Henry Lehman    | 3. Januar 1993 – 3. Januar 1995    | Demokrat     |
| George Purdy Radanovich | 3. Januar 1995 – 3. Januar 2011    | Republikaner |
| Jeffrey John Denham     | 3. Januar 2011 – 3. Januar 2013    | Republikaner |
| Susan Ellen Lofgren     | seit 3. Januar 2013                | Demokrat     |

## 20. Sitz (seit 1933)
| Name                       | Amtszeit                        | Partei       |
| -------------------------- | ------------------------------- | ------------ |
| George Burnham             | 4. März 1933 – 3. Januar 1937   | Republikaner |
| Edouard Victor Michel Izac | 3. Januar 1937 – 3. Januar 1943 | Demokrat     |
| John Carl Hinshaw          | 3. Januar 1943 – 5. August 1956 | Republikaner |
| H. Allen Smith             | 3. Januar 1957 – 3. Januar 1973 | Republikaner |
| Carlos John Moorhead       | 3. Januar 1973 – 3. Januar 1975 | Republikaner |
| Barry Morris Goldwater Jr. | 3. Januar 1975 – 3. Januar 1983 | Republikaner |
| William Marshall Thomas    | 3. Januar 1983 – 3. Januar 1993 | Republikaner |
| Calvin M. Dooley           | 3. Januar 1993 – 3. Januar 2005 | Demokrat     |
| James Manuel Costa         | 3. Januar 2005 – 3. Januar 2013 | Demokrat     |
| Samuel Sharon Farr         | 3. Januar 2013 – 3. Januar 2017 | Demokrat     |
| James Varni Panetta        | seit 3. Januar 2017             | Demokrat     |

## 21. Sitz (seit 1943)
| Name                     | Amtszeit                        | Partei       |
| ------------------------ | ------------------------------- | ------------ |
| Harry Richard Sheppard   | 3. Januar 1943 – 3. Januar 1953 | Demokrat     |
| Edgar Willard Hiestand   | 3. Januar 1953 – 3. Januar 1963 | Republikaner |
| Augustus Freeman Hawkins | 3. Januar 1963 – 3. Januar 1975 | Demokrat     |
| James Charles Corman     | 3. Januar 1975 – 3. Januar 1981 | Demokrat     |
| Bobbi Fiedler            | 3. Januar 1981 – 3. Januar 1987 | Republikaner |
| Elton William Gallegly   | 3. Januar 1987 – 3. Januar 1993 | Republikaner |
| William Marshall Thomas  | 3. Januar 1993 – 3. Januar 2003 | Republikaner |
| Devin Nunes              | 3. Januar 2003 – 3. Januar 2013 | Republikaner |
| David Goncalves Valadao  | 3. Januar 2013 – 3. Januar 2019 | Republikaner |
| Terrance John Cox        | 3. Januar 2019 – 3. Januar 2021 | Demokrat     |
| David Goncalves Valadao  | seit 3. Januar 2021             | Republikaner |

## 22. Sitz (seit 1943)
| Name                    | Amtszeit                          | Partei       |
| ----------------------- | --------------------------------- | ------------ |
| John Phillips           | 3. Januar 1943 – 3. Januar 1953   | Republikaner |
| Joseph Franklin Holt    | 3. Januar 1953 – 3. Januar 1961   | Republikaner |
| James Charles Corman    | 3. Januar 1961 – 3. Januar 1975   | Demokrat     |
| Carlos John Moorhead    | 3. Januar 1975 – 3. Januar 1993   | Republikaner |
| Michael Huffington      | 3. Januar 1993 – 3. Januar 1995   | Republikaner |
| Andrea Seastrand        | 3. Januar 1995 – 3. Januar 1997   | Republikaner |
| Walter Holden Capps     | 3. Januar 1997 – 28. Oktober 1997 | Demokrat     |
| Lois Grimsrud Capps     | 17. März 1998 – 3. Januar 2003    | Demokrat     |
| William Marshall Thomas | 3. Januar 2003 – 3. Januar 2007   | Republikaner |
| Kevin Owen McCarthy     | 3. Januar 2007 – 3. Januar 2013   | Republikaner |
| Devin Gerald Nunes      | 3. Januar 2013 – 1. Januar 2022   | Republikaner |
| vakant                  | 1. Januar 2022 – 14. Juni 2022    |              |
| Connie Marie Conway     | seit 14. Juni 2022                | Republikaner |

## 23. Sitz (seit 1943)
| Name                       | Amtszeit                        | Partei       |
| -------------------------- | ------------------------------- | ------------ |
| Edouard Victor Michel Izac | 3. Januar 1943 – 3. Januar 1947 | Demokrat     |
| Charles Kimball Fletcher   | 3. Januar 1947 – 3. Januar 1949 | Republikaner |
| Clinton Dotson McKinnon    | 3. Januar 1949 – 3. Januar 1953 | Demokrat     |
| Clyde Gilman Doyle         | 3. Januar 1953 – 14. März 1963  | Demokrat     |
| Delwin Morgan Clawson      | 11. Juni 1963 – 3. Januar 1975  | Republikaner |
| Thomas Mankell Rees        | 3. Januar 1975 – 3. Januar 1977 | Demokrat     |
| Anthony Charles Beilenson  | 3. Januar 1977 – 3. Januar 1993 | Demokrat     |
| Elton William Gallegly     | 3. Januar 1993 – 3. Januar 2003 | Republikaner |
| Lois Grimsrud Capps        | 3. Januar 2003 – 3. Januar 2013 | Demokrat     |
| Kevin Owen McCarthy        | seit 3. Januar 2013             | Republikaner |

## 24. Sitz (seit 1953)
| Name                      | Amtszeit                            | Partei       |
| ------------------------- | ----------------------------------- | ------------ |
| Charles Norris Poulson    | 3. Januar 1953 – 11. Juni 1953      | Republikaner |
| Glenard Paul Lipscomb     | 10. November 1953 – 1. Februar 1970 | Republikaner |
| John Harbin Rousselot     | 30. Juni 1970 – 3. Januar 1975      | Republikaner |
| Henry Arnold Waxman       | 3. Januar 1975 – 3. Januar 1993     | Demokrat     |
| Anthony Charles Beilenson | 3. Januar 1993 – 3. Januar 1997     | Demokrat     |
| Bradley James Sherman     | 3. Januar 1997 – 3. Januar 2003     | Demokrat     |
| Elton William Gallegly    | 3. Januar 2003 – 3. Januar 2013     | Republikaner |
| Lois Grimsrud Capps       | 3. Januar 2013 – 3. Januar 2017     | Demokrat     |
| Salud Ortiz Carbajal      | seit 3. Januar 2017                 | Demokrat     |

## 25. Sitz (seit 1953)
| Name                    | Amtszeit                          | Partei       |
| ----------------------- | --------------------------------- | ------------ |
| Patrick Jerome Hillings | 3. Januar 1953 – 3. Januar 1959   | Republikaner |
| George Albert Kasem     | 3. Januar 1959 – 3. Januar 1961   | Demokrat     |
| John Harbin Rousselot   | 3. Januar 1961 – 3. Januar 1963   | Republikaner |
| Ronald Brooks Cameron   | 3. Januar 1963 – 3. Januar 1967   | Demokrat     |
| Charles Edward Wiggins  | 3. Januar 1967 – 3. Januar 1975   | Republikaner |
| Edward Ross Roybal      | 3. Januar 1975 – 3. Januar 1993   | Demokrat     |
| Howard Philip McKeon    | 3. Januar 1993 – 3. Januar 2015   | Republikaner |
| Stephen Knight          | 3. Januar 2015 – 3. Januar 2019   | Republikaner |
| Katherine Lauren Hill   | 3. Januar 2019 – 1. November 2019 | Demokrat     |
| vakant                  | 1. November 2019 – 19. Mai 2020   |              |
| Michael Joseph Garcia   | seit 19. Mai 2020                 | Republikaner |

## 26. Sitz (seit 1953)
| Name                   | Amtszeit                        | Partei       |
| ---------------------- | ------------------------------- | ------------ |
| Samuel William Yorty   | 3. Januar 1953 – 3. Januar 1955 | Demokrat     |
| James Roosevelt        | 3. Januar 1955 – 3. Januar 1965 | Demokrat     |
| Thomas Mankell Rees    | 3. Januar 1965 – 3. Januar 1975 | Demokrat     |
| John Harbin Rousselot  | 3. Januar 1975 – 3. Januar 1983 | Republikaner |
| Howard Lawrence Berman | 3. Januar 1983 – 3. Januar 2003 | Demokrat     |
| David Timothy Dreier   | 3. Januar 2003 – 3. Januar 2013 | Republikaner |
| Julia Andrews Brownley | seit 3. Januar 2013             | Demokrat     |

## 27. Sitz (seit 1953)
| Name                       | Amtszeit                         | Partei       |
| -------------------------- | -------------------------------- | ------------ |
| Harry Richard Sheppard     | 3. Januar 1953 – 3. Januar 1963  | Demokrat     |
| Everett Glen Burkhalter    | 3. Januar 1963 – 3. Januar 1965  | Demokrat     |
| Edwin Reinecke             | 3. Januar 1965 – 21. Januar 1969 | Republikaner |
| Barry Morris Goldwater Jr. | 29. April 1969 – 3. Januar 1975  | Republikaner |
| Alphonzo Edward Bell, Jr.  | 3. Januar 1975 – 3. Januar 1977  | Republikaner |
| Robert Kenneth Dornan      | 3. Januar 1977 – 3. Januar 1983  | Republikaner |
| Meldon Edises Levine       | 3. Januar 1983 – 3. Januar 1993  | Demokrat     |
| Carlos John Moorhead       | 3. Januar 1993 – 3. Januar 1997  | Republikaner |
| James Edward Rogan         | 3. Januar 1997 – 3. Januar 2001  | Republikaner |
| Adam Bennet Schiff         | 3. Januar 2001 – 3. Januar 2003  | Demokrat     |
| Bradley James Sherman      | 3. Januar 2003 – 3. Januar 2013  | Demokrat     |
| Judy May Chu               | seit 3. Januar 2013              | Demokrat     |

## 28. Sitz (seit 1953)
| Name                      | Amtszeit                        | Partei       |
| ------------------------- | ------------------------------- | ------------ |
| James Boyd Utt            | 3. Januar 1953 – 3. Januar 1963 | Republikaner |
| Alphonzo Edward Bell, Jr. | 3. Januar 1963 – 3. Januar 1975 | Republikaner |
| Yvonne Brathwaite Burke   | 3. Januar 1975 – 3. Januar 1979 | Demokrat     |
| Julian Carey Dixon        | 3. Januar 1979 – 3. Januar 1993 | Demokrat     |
| David Timothy Dreier      | 3. Januar 1993 – 3. Januar 2003 | Republikaner |
| Howard Lawrence Berman    | 3. Januar 2003 – 3. Januar 2013 | Demokrat     |
| Adam Bennett Schiff       | seit 3. Januar 2013             | Demokrat     |

## 29. Sitz (seit 1953)
| Name                     | Amtszeit                        | Partei       |
| ------------------------ | ------------------------------- | ------------ |
| John Phillips            | 3. Januar 1953 – 3. Januar 1957 | Republikaner |
| Dalip Singh Saund        | 3. Januar 1957 – 3. Januar 1963 | Demokrat     |
| George Edward Brown      | 3. Januar 1963 – 3. Januar 1971 | Demokrat     |
| George Elmore Danielson  | 3. Januar 1971 – 3. Januar 1975 | Demokrat     |
| Augustus Freeman Hawkins | 3. Januar 1975 – 3. Januar 1991 | Demokrat     |
| Maxine Waters            | 3. Januar 1991 – 3. Januar 1993 | Demokrat     |
| Henry Arnold Waxman      | 3. Januar 1993 – 3. Januar 2003 | Demokrat     |
| Adam B. Schiff           | 3. Januar 2003 – 3. Januar 2013 | Demokrat     |
| Antonio Cardenas         | seit 3. Januar 2013             | Demokrat     |

## 30. Sitz (seit 1953)
| Name                     | Amtszeit                        | Partei       |
| ------------------------ | ------------------------------- | ------------ |
| Robert Carlton Wilson    | 3. Januar 1953 – 3. Januar 1963 | Republikaner |
| Edward Ross Roybal       | 3. Januar 1963 – 3. Januar 1975 | Demokrat     |
| George Elmore Danielson  | 3. Januar 1975 – 9. März 1982   | Demokrat     |
| Matthew Gilbert Martínez | 13. Juli 1982 – 3. Januar 1993  | Demokrat     |
| Xavier Becerra           | 3. Januar 1993 – 3. Januar 2003 | Demokrat     |
| Henry Arnold Waxman      | 3. Januar 2003 – 3. Januar 2013 | Demokrat     |
| Bradley James Sherman    | seit 3. Januar 2013             | Demokrat     |

## 31. Sitz (seit 1963)
| Name                     | Amtszeit                        | Partei       |
| ------------------------ | ------------------------------- | ------------ |
| Charles Herbert Wilson   | 3. Januar 1963 – 3. Januar 1981 | Demokrat     |
| Mervyn Malcolm Dymally   | 3. Januar 1981 – 3. Januar 1993 | Demokrat     |
| Matthew Gilbert Martínez | 3. Januar 1993 – 3. Januar 2001 | Demokrat     |
| Hilda Lucia Solis        | 3. Januar 2001 – 3. Januar 2003 | Demokrat     |
| Xavier Becerra           | 3. Januar 2003 – 3. Januar 2013 | Demokrat     |
| Gary Gene Miller         | 3. Januar 2013 – 3. Januar 2015 | Republikaner |
| Peter Rey Aguilar        | seit 3. Januar 2015             | Demokrat     |

## 32. Sitz (seit 1963)
| Name                       | Amtszeit                           | Partei       |
| -------------------------- | ---------------------------------- | ------------ |
| Chester Craig Hosmer       | 3. Januar 1963 – 31. Dezember 1974 | Republikaner |
| Glenn Malcolm Anderson     | 3. Januar 1975 – 3. Januar 1993    | Demokrat     |
| Julian Carey Dixon         | 3. Januar 1993 – 8. Dezember 2000  | Demokrat     |
| Diane Edith Watson         | 5. Juni 2001 – 3. Januar 2003      | Demokrat     |
| Hilda Lucia Solis          | 3. Januar 2003 – 24. Februar 2009  | Demokrat     |
| Judy May Chu               | 14. Juli 2009 – 3. Januar 2013     | Demokrat     |
| Graciela Flores Napolitano | seit 3. Januar 2013                | Demokrat     |

## 33. Sitz (seit 1963)
| Name                   | Amtszeit                           | Partei       |
| ---------------------- | ---------------------------------- | ------------ |
| Harry Richard Sheppard | 3. Januar 1963 – 3. Januar 1965    | Demokrat     |
| Kenneth Warren Dyal    | 3. Januar 1965 – 3. Januar 1967    | Demokrat     |
| Jerry Lyle Pettis      | 3. Januar 1967 – 3. Januar 1975    | Republikaner |
| Delwin Morgan Clawson  | 3. Januar 1975 – 31. Dezember 1978 | Republikaner |
| Wayne Richard Grisham  | 3. Januar 1979 – 3. Januar 1983    | Republikaner |
| David Timothy Dreier   | 3. Januar 1983 – 3. Januar 1993    | Republikaner |
| Lucille Roybal-Allard  | 3. Januar 1993 – 3. Januar 2003    | Demokrat     |
| Diane Edith Watson     | 3. Januar 2003 – 3. Januar 2011    | Demokrat     |
| Karen Ruth Bass        | 3. Januar 2011 – 3. Januar 2013    | Demokrat     |
| Henry Arnold Waxman    | 3. Januar 2013 – 3. Januar 2015    | Demokrat     |
| Ted W. Lieu            | seit 3. Januar 2015                | Demokrat     |

## 34. Sitz (seit 1963)
| Name                       | Amtszeit                           | Partei       |
| -------------------------- | ---------------------------------- | ------------ |
| Richard Thomas Hanna       | 3. Januar 1963 – 31. Dezember 1974 | Demokrat     |
| vakant                     | 31. Dezember 1974 – 3. Januar 1975 |              |
| Mark Warren Hannaford      | 3. Januar 1975 – 3. Januar 1979    | Demokrat     |
| Daniel Edward Lungren      | 3. Januar 1979 – 3. Januar 1983    | Republikaner |
| Esteban Edward Torres      | 3. Januar 1983 – 3. Januar 1999    | Demokrat     |
| Graciela Flores Napolitano | 3. Januar 1999 – 3. Januar 2003    | Demokrat     |
| Lucille Roybal-Allard      | 3. Januar 2003 – 3. Januar 2013    | Demokrat     |
| Xavier Becerra             | 3. Januar 2013 – 24. Januar 2017   | Demokrat     |
| vakant                     | 24. Januar 2017 – 11. Juli 2017    |              |
| Jimmy Gomez                | seit 11. Juli 2017                 | Demokrat     |

## 35. Sitz (seit 1963)
| Name                   | Amtszeit                        | Partei       |
| ---------------------- | ------------------------------- | ------------ |
| James Boyd Utt         | 3. Januar 1963 – 1. März 1970   | Republikaner |
| John George Schmitz    | 30. Juni 1970 – 3. Januar 1973  | Republikaner |
| Glenn Malcolm Anderson | 3. Januar 1973 – 3. Januar 1975 | Demokrat     |
| James Fredrick Lloyd   | 3. Januar 1975 – 3. Januar 1981 | Demokrat     |
| David Timothy Dreier   | 3. Januar 1981 – 3. Januar 1983 | Republikaner |
| Charles Jeremy Lewis   | 3. Januar 1983 – 3. Januar 1993 | Republikaner |
| Maxine Waters          | 3. Januar 1993 – 3. Januar 2013 | Demokrat     |
| Gloria Negrete McLeod  | 3. Januar 2013 – 3. Januar 2015 | Demokrat     |
| Norma Judith Torres    | seit 3. Januar 2015             | Demokrat     |

## 36. Sitz (seit 1963)
| Name                       | Amtszeit                          | Partei       |
| -------------------------- | --------------------------------- | ------------ |
| Robert Carlton Wilson      | 3. Januar 1963 – 3. Januar 1973   | Republikaner |
| William Matthew Ketchum    | 3. Januar 1973 – 3. Januar 1975   | Republikaner |
| George Edward Brown        | 3. Januar 1975 – 3. Januar 1993   | Demokrat     |
| Jane Margaret Lakes Harman | 3. Januar 1993 – 3. Januar 1999   | Demokrat     |
| Steven T. Kuykendall       | 3. Januar 1999 – 3. Januar 2001   | Republikaner |
| Jane Margaret Lakes Harman | 3. Januar 2001 – 28. Februar 2011 | Demokrat     |
| Janice Kay Hahn            | 12. Juli 2011 – 3. Januar 2013    | Demokrat     |
| Raul Ruiz                  | seit 3. Januar 2013               | Demokrat     |

## 37. Sitz (seit 1963)
| Name                       | Amtszeit                           | Partei       |
| -------------------------- | ---------------------------------- | ------------ |
| Lionel Van Deerlin         | 3. Januar 1963 – 3. Januar 1973    | Demokrat     |
| Yvonne Brathwaite Burke    | 3. Januar 1973 – 3. Januar 1975    | Demokrat     |
| Jerry Lyle Pettis          | 3. Januar 1975 – 14. Februar 1975  | Republikaner |
| Shirley Neil Pettis        | 29. April 1975 – 3. Januar 1979    | Republikaner |
| Charles Jeremy Lewis       | 3. Januar 1979 – 3. Januar 1983    | Republikaner |
| Alfred A. McCandless       | 3. Januar 1983 – 3. Januar 1993    | Republikaner |
| Walter Rayford Tucker      | 3. Januar 1993 – 15. Dezember 1995 | Demokrat     |
| Juanita Millender-McDonald | 26. März 1996 – 22. April 2007     | Demokrat     |
| Laura Richardson           | 4. September 2007 – 3. Januar 2013 | Demokrat     |
| Karen Ruth Bass            | seit 3. Januar 2013                | Demokrat     |

## 38. Sitz (seit 1963)
| Name                       | Amtszeit                        | Partei       |
| -------------------------- | ------------------------------- | ------------ |
| Patrick Minor Martin       | 3. Januar 1963 – 3. Januar 1965 | Republikaner |
| John Varick Tunney         | 3. Januar 1965 – 2. Januar 1971 | Demokrat     |
| Victor Vincent Veysey      | 3. Januar 1971 – 3. Januar 1973 | Republikaner |
| George Edward Brown        | 3. Januar 1973 – 3. Januar 1975 | Demokrat     |
| Jerry Mumford Patterson    | 3. Januar 1975 – 3. Januar 1985 | Demokrat     |
| Robert Kenneth Dornan      | 3. Januar 1985 – 3. Januar 1993 | Republikaner |
| John Stephen Horn          | 3. Januar 1993 – 3. Januar 2003 | Republikaner |
| Graciela Flores Napolitano | 3. Januar 2003 – 3. Januar 2013 | Demokrat     |
| Linda Teresa Sánchez       | seit 3. Januar 2013             | Demokrat     |

## 39. Sitz (seit 1973)
| Name                     | Amtszeit                        | Partei       |
| ------------------------ | ------------------------------- | ------------ |
| Andrew Jackson Hinshaw   | 3. Januar 1973 – 3. Januar 1975 | Republikaner |
| Charles Edward Wiggins   | 3. Januar 1975 – 3. Januar 1979 | Republikaner |
| William Edwin Dannemeyer | 3. Januar 1979 – 3. Januar 1993 | Republikaner |
| Edward Randall Royce     | 3. Januar 1993 – 3. Januar 2003 | Republikaner |
| Linda T. Sánchez         | 3. Januar 2003 – 3. Januar 2013 | Demokrat     |
| Edward Randall Royce     | 3. Januar 2013 – 3. Januar 2019 | Republikaner |
| Gilbert Ray Cisneros Jr. | 3. Januar 2019 – 3. Januar 2021 | Demokrat     |
| Young Kim                | seit 3. Januar 2021             | Republikaner |

## 40. Sitz (seit 1973)
| Name                    | Amtszeit                        | Partei       |
| ----------------------- | ------------------------------- | ------------ |
| Robert Carlton Wilson   | 3. Januar 1973 – 3. Januar 1975 | Republikaner |
| Andrew Jackson Hinshaw  | 3. Januar 1975 – 3. Januar 1977 | Republikaner |
| Robert Edward Badham    | 3. Januar 1977 – 3. Januar 1989 | Republikaner |
| Charles Christopher Cox | 3. Januar 1989 – 3. Januar 1993 | Republikaner |
| Charles Jeremy Lewis    | 3. Januar 1993 – 3. Januar 2003 | Republikaner |
| Edward Randall Royce    | 3. Januar 2003 – 3. Januar 2013 | Republikaner |
| Lucille Roybal-Allard   | seit 3. Januar 2013             | Demokrat     |

## 41. Sitz (seit 1973)
| Name                  | Amtszeit                        | Partei       |
| --------------------- | ------------------------------- | ------------ |
| Lionel Van Deerlin    | 3. Januar 1973 – 3. Januar 1975 | Demokrat     |
| Robert Carlton Wilson | 3. Januar 1975 – 3. Januar 1981 | Republikaner |
| William David Lowery  | 3. Januar 1981 – 3. Januar 1993 | Republikaner |
| Chang-jun Kim         | 3. Januar 1993 – 3. Januar 1999 | Republikaner |
| Gary Gene Miller      | 3. Januar 1999 – 3. Januar 2003 | Republikaner |
| Charles Jeremy Lewis  | 3. Januar 2003 – 3. Januar 2013 | Republikaner |
| Mark Allan Takano     | seit 3. Januar 2013             | Demokrat     |

## 42. Sitz (seit 1973)
| Name                     | Amtszeit                           | Partei       |
| ------------------------ | ---------------------------------- | ------------ |
| Sinclair Walter Burgener | 3. Januar 1973 – 3. Januar 1975    | Republikaner |
| Lionel Van Deerlin       | 3. Januar 1975 – 3. Januar 1981    | Demokrat     |
| Duncan Lee Hunter        | 3. Januar 1981 – 3. Januar 1983    | Republikaner |
| Daniel Edward Lungren    | 3. Januar 1983 – 3. Januar 1989    | Republikaner |
| Dana Tyron Rohrabacher   | 3. Januar 1989 – 3. Januar 1993    | Republikaner |
| George Edward Brown      | 3. Januar 1993 – 15. Juli 1999     | Demokrat     |
| Joe Baca                 | 16. November 1999 – 3. Januar 2003 | Demokrat     |
| Gary Gene Miller         | 3. Januar 2003 – 3. Januar 2013    | Republikaner |
| Kenneth Stanton Calvert  | seit 3. Januar 2013                | Republikaner |

## 43. Sitz (seit 1973)
| Name                     | Amtszeit                        | Partei       |
| ------------------------ | ------------------------------- | ------------ |
| Victor Vincent Veysey    | 3. Januar 1973 – 3. Januar 1975 | Republikaner |
| Sinclair Walter Burgener | 3. Januar 1975 – 3. Januar 1983 | Republikaner |
| Ronald C. Packard        | 3. Januar 1983 – 3. Januar 1993 | Republikaner |
| Kenneth Stanton Calvert  | 3. Januar 1993 – 3. Januar 2003 | Republikaner |
| Joe Baca                 | 3. Januar 2003 – 3. Januar 2013 | Demokrat     |
| Maxine Waters            | seit 3. Januar 2013             | Demokrat     |

## 44. Sitz (seit 1983)
| Name                      | Amtszeit                          | Partei       |
| ------------------------- | --------------------------------- | ------------ |
| Jim Bates                 | 3. Januar 1983 – 3. Januar 1991   | Demokrat     |
| Randall Harold Cunningham | 3. Januar 1991 – 3. Januar 1993   | Republikaner |
| Alfred A. McCandless      | 3. Januar 1993 – 3. Januar 1995   | Republikaner |
| Salvatore Phillip Bono    | 3. Januar 1995 – 5. Januar 1998   | Republikaner |
| vakant                    | 5. Januar 1998 – 7. April 1998    |              |
| Mary Bono Mack            | 7. April 1998 – 3. Januar 2003    | Republikaner |
| Kenneth Stanton Calvert   | 3. Januar 2003 – 3. Januar 2013   | Republikaner |
| Janice Kay Hahn           | 3. Januar 2013 – 4. Dezember 2016 | Demokrat     |
| vakant                    | 5. Dezember 2016 – 3. Januar 2017 |              |
| Nanette Diaz Barragán     | seit 3. Januar 2017               | Demokrat     |

## 45. Sitz (seit 1983)
| Name                        | Amtszeit                        | Partei       |
| --------------------------- | ------------------------------- | ------------ |
| Duncan Lee Hunter           | 3. Januar 1983 – 3. Januar 1993 | Republikaner |
| Dana Tyron Rohrabacher      | 3. Januar 1993 – 3. Januar 2003 | Republikaner |
| Mary Bono Mack              | 3. Januar 2003 – 3. Januar 2013 | Republikaner |
| John Bayard Taylor Campbell | 3. Januar 2013 – 3. Januar 2015 | Republikaner |
| Marian Krogius Walters      | 3. Januar 2015 – 3. Januar 2019 | Republikaner |
| Katherine Moore Porter      | seit 3. Januar 2019             | Demokrat     |

## 46. Sitz (seit 1993)
| Name                   | Amtszeit                        | Partei       |
| ---------------------- | ------------------------------- | ------------ |
| Robert Kenneth Dornan  | 3. Januar 1993 – 3. Januar 1997 | Republikaner |
| Loretta Lydia Sanchez  | 3. Januar 1997 – 3. Januar 2003 | Demokrat     |
| Dana Tyron Rohrabacher | 3. Januar 2003 – 3. Januar 2013 | Republikaner |
| Loretta Lydia Sanchez  | 3. Januar 2013 – 3. Januar 2017 | Demokrat     |
| Jose Luis Correa       | seit 3. Januar 2017             | Demokrat     |

## 47. Sitz (seit 1993)
| Name                    | Amtszeit                        | Partei       |
| ----------------------- | ------------------------------- | ------------ |
| Charles Christopher Cox | 3. Januar 1993 – 3. Januar 2003 | Republikaner |
| Loretta Lydia Sanchez   | 3. Januar 2003 – 3. Januar 2013 | Demokrat     |
| Alan Stuart Lowenthal   | seit 3. Januar 2013             | Demokrat     |

## 48. Sitz (seit 1993)
| Name                            | Amtszeit                          | Partei       |
| ------------------------------- | --------------------------------- | ------------ |
| Ronald C. Packard               | 3. Januar 1993 – 3. Januar 2001   | Republikaner |
| Darrell E. Issa                 | 3. Januar 2001 – 3. Januar 2003   | Republikaner |
| Charles Christopher Cox         | 3. Januar 2003 – 2. August 2005   | Republikaner |
| vakant                          | 2. August 2005 – 7. Dezember 2005 |              |
| John Bayard Taylor Campbell III | 7. Dezember 2005 – 3. Januar 2013 | Republikaner |
| Dana Tyron Rohrabacher          | 3. Januar 2013 – 3. Januar 2019   | Republikaner |
| Harley Edwin Rouda, Jr.         | 3. Januar 2019 – 3. Januar 2021   | Demokrat     |
| Michelle Eunjoo Park Steel      | seit 3. Januar 2021               | Republikaner |

## 49. Sitz (seit 1993)
| Name                  | Amtszeit                        | Partei       |
| --------------------- | ------------------------------- | ------------ |
| Lynn Schenk           | 3. Januar 1993 – 3. Januar 1995 | Demokrat     |
| Brian Phillip Bilbray | 3. Januar 1995 – 3. Januar 2001 | Republikaner |
| Susan A. Davis        | 3. Januar 2001 – 3. Januar 2003 | Demokrat     |
| Darrell Edward Issa   | 3. Januar 2003 – 3. Januar 2019 | Republikaner |
| Michael Ted Levin     | seit 3. Januar 2019             | Demokrat     |

## 50. Sitz (seit 1993)
| Name                      | Amtszeit                          | Partei       |
| ------------------------- | --------------------------------- | ------------ |
| Robert Filner             | 3. Januar 1993 – 3. Januar 2003   | Demokrat     |
| Randall Harold Cunningham | 3. Januar 2003 – 1. Dezember 2005 | Republikaner |
| vakant                    | 1. Dezember 2005 – 13. Juni 2006  |              |
| Brian Phillip Bilbray     | 13. Juni 2006 – 3. Januar 2013    | Republikaner |
| Duncan Duane Hunter       | 3. Januar 2013 – 13. Januar 2020  | Republikaner |
| vakant                    | 13. Januar 2020 – 3. Januar 2021  |              |
| Darrell Edward Issa       | seit 3. Januar 2021               | Republikaner |

## 51. Sitz (seit 1993)
| Name                      | Amtszeit                          | Partei       |
| ------------------------- | --------------------------------- | ------------ |
| Randall Harold Cunningham | 3. Januar 1993 – 3. Januar 2003   | Republikaner |
| Robert Filner             | 3. Januar 2003 – 3. Dezember 2012 | Demokrat     |
| vakant                    | 3. Dezember 2012 – 3. Januar 2013 |              |
| Juan C. Vargas            | seit 3. Januar 2013               | Demokrat     |

## 52. Sitz (seit 1993)
| Name                | Amtszeit                        | Partei       |
| ------------------- | ------------------------------- | ------------ |
| Duncan Lee Hunter   | 3. Januar 1993 – 3. Januar 2009 | Republikaner |
| Duncan Duane Hunter | 3. Januar 2009 – 3. Januar 2013 | Republikaner |
| Scott H. Peters     | seit 3. Januar 2013             | Demokrat     |

## 53. Sitz (seit 2003)
| Name                  | Amtszeit                        | Partei   |
| --------------------- | ------------------------------- | -------- |
| Susan A. Davis        | 3. Januar 2003 – 3. Januar 2021 | Demokrat |
| Sara Josephine Jacobs | seit 3. Januar 2021             | Demokrat |